# Torneios do Grand Slam em singulares masculinos
Os Torneios do Grand Slam em singulares masculinos constituem a máxima categoria do ténis, sendo superiores a quaisquer outros torneios em termos de prestígio, pontuação e prémios monetários. O Grand Slam é constituído pelos torneios seguintes:  Australian Open, Roland Garros, Wimbledon e US Open.
A história do Grand Slam divide-se em duas eras: amadora e open. Na era amadora apenas tenistas não profissionais eram admitidos nos torneios do Grand Slam. Na era open foram integrados os tenistas professionais. A era amadora foi disputada desde a criação de cada torneio até ao Open da Austrália de 1968. A era open teve início no Torneio de Roland Garros de 1968 e mantém-se até ao presente.
Somente 2 tenistas conquistaram o Grand Slam em singulares masculinos, vencendo os 4 torneios do Grand Slam na mesma época: Rod Laver (por duas vezes) e Don Budge. Os recordistas de títulos do Grand Slam são Rafael Nadal e Novak Djokovic, ambos com 22 títulos conquistados.

## História

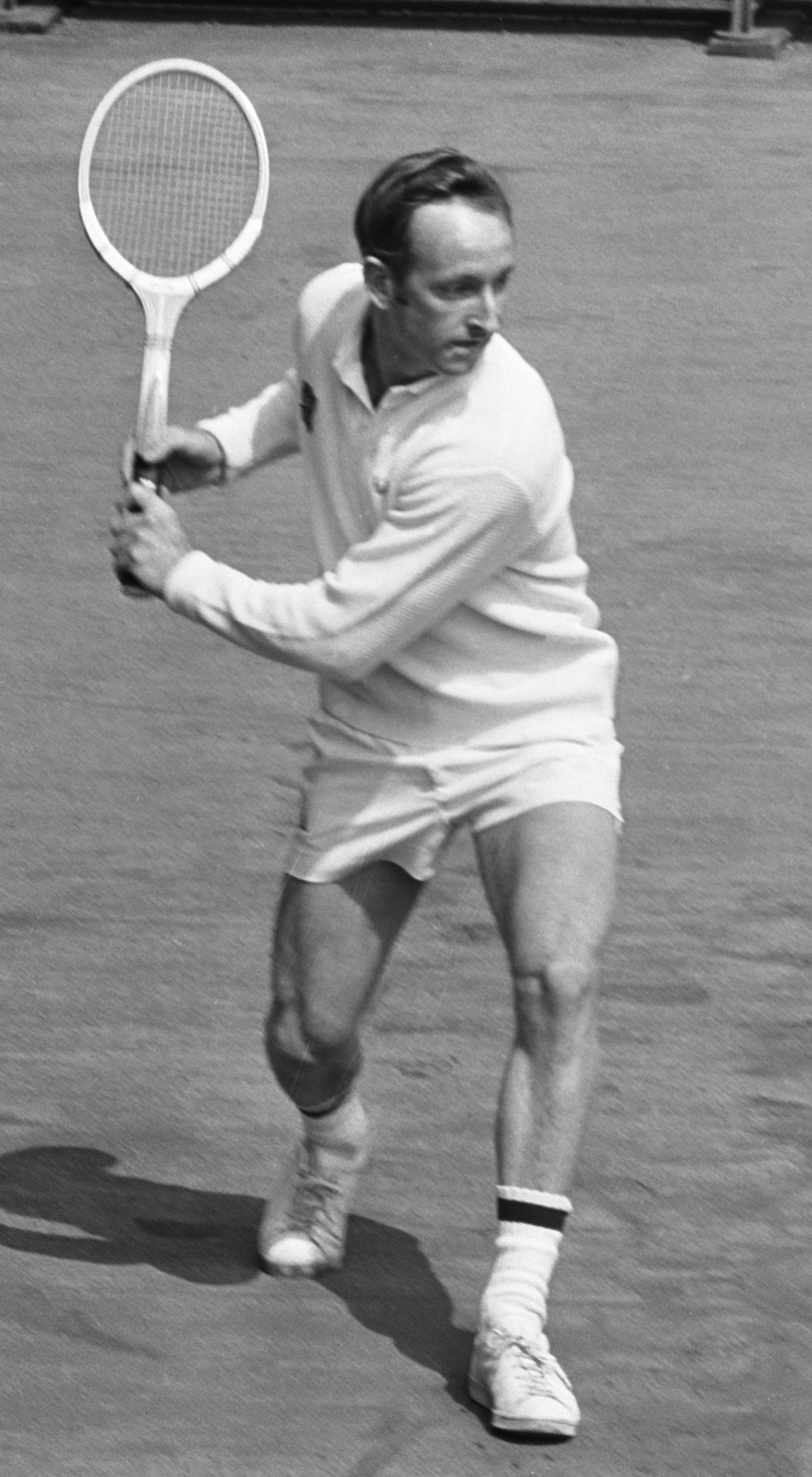
Rod Laver conquistou por duas vezes o Grand Slam, em 1962 e 1969.

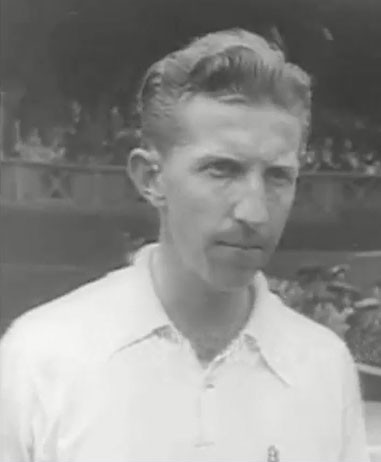
Don Budge foi o primeiro tenista a conquistar o Grand Slam, em 1938.

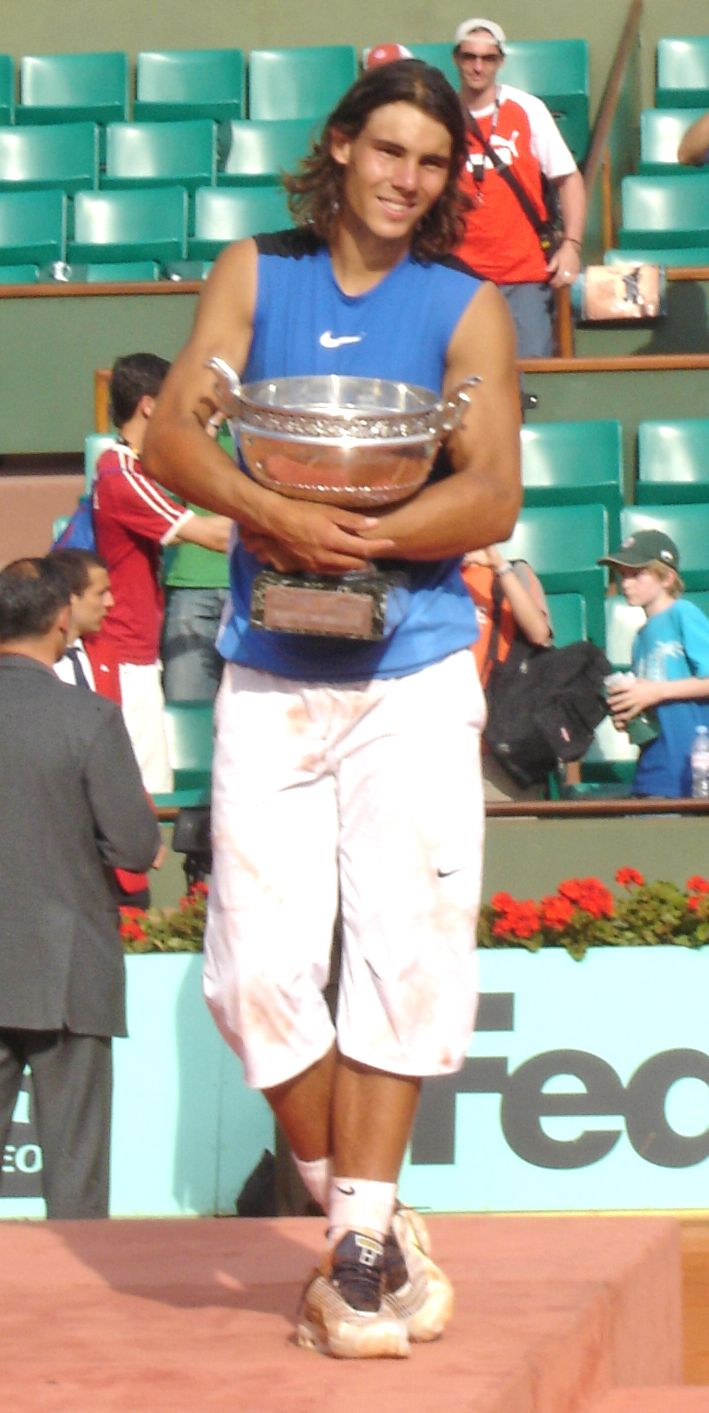
Rafael Nadal, vencedor de 22 títulos do Grand Slam.

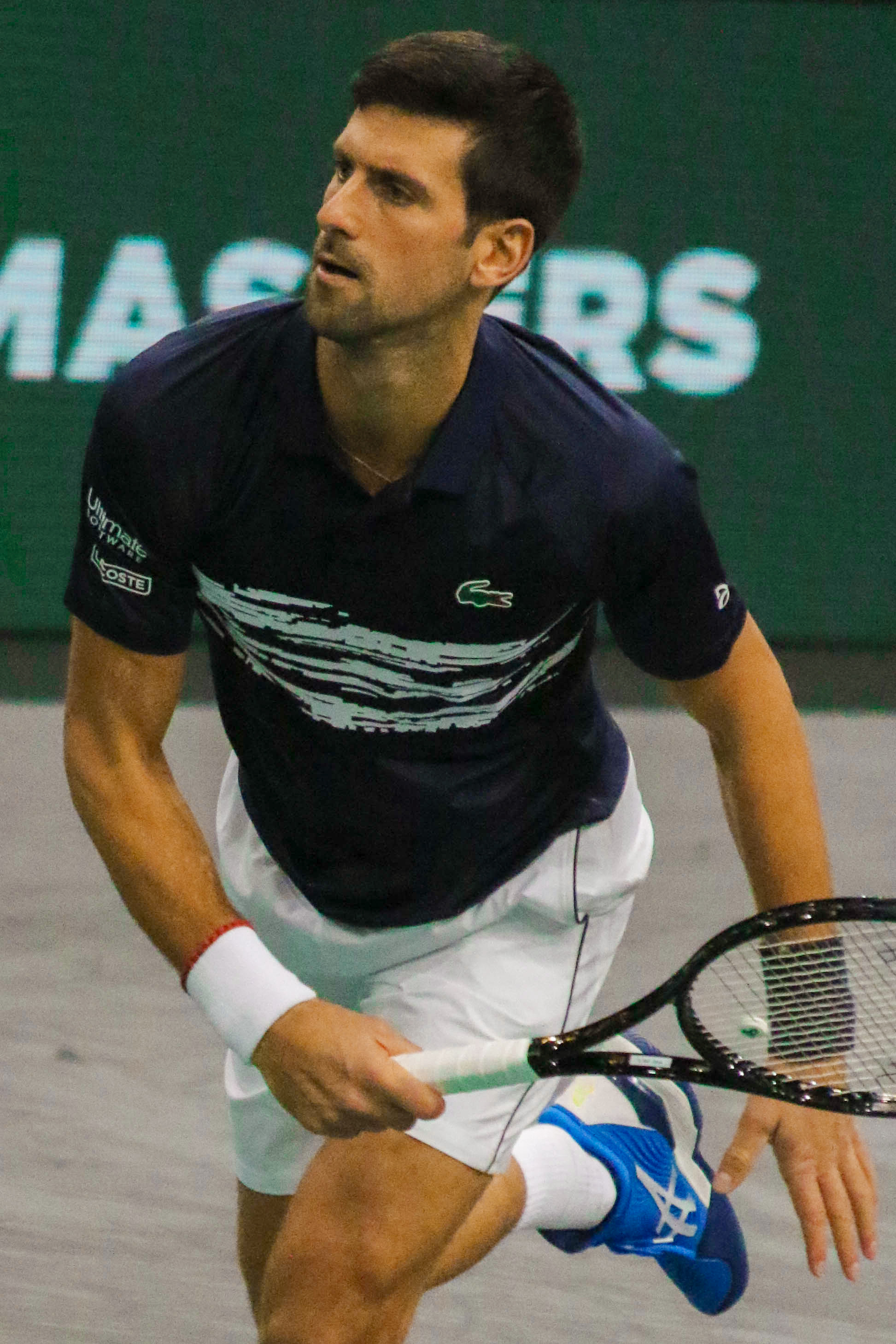
Novak Djokovic, detém o recorde de 23 títulos do Grand Slam.

O termo Grand Slam teve origem no bridge, sendo aplicado quando um par de jogadores ganha todas as 13 vazas disponíveis. Passou depois ao golfe, distinguido o atleta que vença os 4 principais torneios de golfe na mesma época. Do golfe passou ao ténis, aplicando-se igualmente ao tenista que conquiste o 4 principais torneios de ténis na mesma temporada. O Grand Slam de Ténis é assim constituído por 4 torneios: Australian Open, Roland Garros, Wimbledon e US Open. Cada um destes torneios designa-se por Torneio do Grand Slam.
| Court | Torneio         | País           | Singulares Masculinos | Singulares Masculinos | Superfície     |
| Court | Torneio         | País           | Criação               | Edições               | Superfície     |
| ----- | --------------- | -------------- | --------------------- | --------------------- | -------------- |
|       | Australian Open | Austrália      | 1905                  | 108                   | piso sintético |
|       | Roland Garros   | França         | 1891                  | 126                   | terra batida   |
|       | Wimbledon       | Grã-Bretanha   | 1877                  | 135                   | relva          |
|       | US Open         | Estados Unidos | 1881                  | 142                   | piso sintético |

Com exceção de Wimbledon, ao longo da história os torneios tiveram outros nomes: o Australian Open teve as designações de Australasian Championships (1905–1926) e Australian Championships (1927–1968); Roland Garros designou-se French National Championship (1891–1924) e French Championships (1925–1967) e o US Open designou-se US National Championships (1881–1967).
Nos diferentes torneios a competição maculina começou em datas distintas: em Wimbledon a competição de singulares masculinos começou em 1877, no US Open o torneio masculino iniciou-se em 1881, em Roland Garros a competição masculina foi criada em 1891 e no Australian Open o quadro masculino debutou em 1905. O US Open é o torneio com mais edições, pois ao contrário dos demais foi disputado durante as duas Guerras Mundiais.
Entre 1912 e 1923 existiram 3 Torneios Majors: World Grass Court Championships (Wimbledon, disputado em relva), World Hard Court Championships (disputado em França em terra batida) e World Covered Court Championships (disputado indoor em vários locais em piso de madeira). Em 1913 a Federação Internacional de Ténis (criada no mesmo ano) designou estes 3 torneios como Majors.
Em 1925 os actuais 4 Torneios do Gand Slam foram oficialmente reconhecidos pela Federação Internacional de Ténis como pertencentes ao Grand Slam de Ténis, sendo considerados os mais importantes do Mundo. O World Hard Court Championships e o World Covered Court Championships foram extintos.
Até 1924 o Torneio de Roland Garros era reservado a tenistas membros dos clubes franceses de ténis, o que incluía apenas jogadores franceses ou residentes em França. Devido a esta restrição somente as edições após 1925, quando o torneio foi aberto à participação de tenistas estrangeiros, são reconhecidas pela Federação Internacional de Ténis como tendo estatuto de Grand Slam. Também a edição inaugural do US Open, disputa em 1881, foi reservada a tenistas membros de clubes americanos de ténis, não integrando igualmente o palmarés do Grand Slam.
A Era Amadora durou desde a criação de cada torneio até ao Australian Open de 1968. Neste período os Torneios do Grand Slam eram reservados a tenistas amadores, ficando excluídos os profissionais.
A Era Open iniciou-se com o Torneio de Roland Garros de 1968 e desde então os Torneios do Grand Slam ficaram abertos à participação dos tenistas profissionais.
A conquista do Grand Slam, máxima honra do ténis, corresponde à vitória consecutiva e na mesma temporada dos 4 Torneios do Grand Slam. Somente desde 1905, primeira época do Australian Open, é possível a conquista do Grand Slam. A vitória individual num Torneio do Grand Slam designa-se por Título do Grand Slam.
Somente 2 homens conquistaram o Grand Slam, vencendo os 4 Torneios do Grand Slam na mesma temporada. Don Budge completou o Grand Slam em 1938, tendo sido o primeiro tenista a alcançar tal feito. Rod Laver conquistou o Grand Slam por duas vezes, em 1962 e em 1969, esta última já na Era Open.
O recorde de Títulos do Grand Slam pertence a Novak Djokovic, com 23 títulos conquistados. Entre os tenistas com mais títulos contam-se Rafael Nadal, com 22 títulos, Roger Federer, com 20 títulos, Pete Sampras, com 14 títulos, Roy Emerson com 12 títulos, Rod Laver e Björn Borg, ambos com 11 títulos, seguidos de Bill Tilden, com 10 títulos.

## Superfícies
Só Roland Garros e Wimbledon mantiveram sempre a mesma superfície de jogo. O Australian Open e o US Open tiveram alterações de superfície ao longo da sua história.
| Épocas          | Evolução das Superfícies | Evolução das Superfícies          |
| --------------- | ------------------------ | --------------------------------- |
| 1877 – 1974     | AO RG WI US              | piso sintético terra batida relva |
| 1975 – 1977     | AO RG WI US              | piso sintético terra batida relva |
| 1978 – 1987     | AO RG WI US              | piso sintético terra batida relva |
| 1988 – presente | AO RG WI US              | piso sintético terra batida relva |

## Troféus
Os troféus dos torneios do Grand Slam em singulares masculinos são os seguintes:

Australian Open Norman Brookes Challenge Cup
Roland Garros Coupe des Mousquetaires
Wimbledon Wimbledon Trophy
US Open US Open Trophy

## Campeões por época
As competições masculinas iniciaram-se sucessivamente em 1877, 1881, 1891 e 1905.

### Era Amadora
| Ano  | Australian Championships | Roland Garros                                                         | Wimbledon              | US National Championships |
| ---- | ------------------------ | --------------------------------------------------------------------- | ---------------------- | ------------------------- |
| 1877 |                          |                                                                       | Spencer Gore           |                           |
| 1878 |                          |                                                                       | Frank Hadow            |                           |
| 1879 |                          |                                                                       | John Hartley (1/2)     |                           |
| 1880 |                          |                                                                       | John Hartley (2/2)     |                           |
| 1881 |                          |                                                                       | William Renshaw (1/7)  | Richard Sears ‡           |
| 1882 |                          |                                                                       | William Renshaw (2/7)  | Richard Sears (1/6)       |
| 1883 |                          |                                                                       | William Renshaw (3/7)  | Richard Sears (2/6)       |
| 1884 |                          |                                                                       | William Renshaw (4/7)  | Richard Sears (3/6)       |
| 1885 |                          |                                                                       | William Renshaw (5/7)  | Richard Sears (4/6)       |
| 1886 |                          |                                                                       | William Renshaw (6/7)  | Richard Sears (5/6)       |
| 1887 |                          |                                                                       | Herbert Lawford        | Richard Sears (6/6)       |
| 1888 |                          |                                                                       | Ernest Renshaw         | Henry Slocum (1/2)        |
| 1889 |                          |                                                                       | William Renshaw (7/7)  | Henry Slocum (2/2)        |
| 1890 |                          |                                                                       | Willoughby Hamilton    | Oliver Campbell (1/3)     |
| 1891 |                          | H. Briggs ‡                                                           | Wilfred Baddeley (1/3) | Oliver Campbell (2/3)     |
| 1892 |                          | Jean Schopfer ‡                                                       | Wilfred Baddeley (2/3) | Oliver Campbell (3/3)     |
| 1893 |                          | Laurent Riboulet ‡                                                    | Joshua Pim (1/2)       | Robert Wrenn (1/4)        |
| 1894 |                          | André Vacherot ‡                                                      | Joshua Pim (2/2)       | Robert Wrenn (2/4)        |
| 1895 |                          | André Vacherot ‡                                                      | Wilfred Baddeley (3/3) | Fred Hovey                |
| 1896 |                          | André Vacherot ‡                                                      | Harold Mahoney         | Robert Wrenn (3/4)        |
| 1897 |                          | Paul Aymé ‡                                                           | Reginald Doherty (1/4) | Robert Wrenn (4/4)        |
| 1898 |                          | Paul Aymé ‡                                                           | Reginald Doherty (2/4) | Malcolm Whitman (1/3)     |
| 1899 |                          | Paul Aymé ‡                                                           | Reginald Doherty (3/4) | Malcolm Whitman (2/3)     |
| 1900 |                          | Paul Aymé ‡                                                           | Reginald Doherty (4/4) | Malcolm Whitman (3/3)     |
| 1901 |                          | André Vacherot ‡                                                      | Arthur Gore (1/3)      | William Larned (1/7)      |
| 1902 |                          | Michel Vacherot ‡                                                     | Lawrence Doherty (1/6) | William Larned (2/7)      |
| 1903 |                          | Max Decugis ‡                                                         | Lawrence Doherty (2/6) | Lawrence Doherty (3/6)    |
| 1904 |                          | Max Decugis ‡                                                         | Lawrence Doherty (4/6) | Holcombe Ward             |
| 1905 | Rodney Heath (1/2)       | Maurice Germot ‡                                                      | Lawrence Doherty (5/6) | Beals Wright              |
| 1906 | Anthony Wilding (1/6)    | Maurice Germot ‡                                                      | Lawrence Doherty (6/6) | William Clothier          |
| 1907 | Horace Rice              | Max Decugis ‡                                                         | Norman Brookes (1/3)   | William Larned (3/7)      |
| 1908 | Fred Alexander           | Max Decugis ‡                                                         | Arthur Gore (2/3)      | William Larned (4/7)      |
| 1909 | Anthony Wilding (2/6)    | Max Decugis ‡                                                         | Arthur Gore (3/3)      | William Larned (5/7)      |
| 1910 | Rodney Heath (2/2)       | Maurice Germot ‡                                                      | Anthony Wilding (3/6)  | William Larned (6/7)      |
| 1911 | Norman Brookes (2/3)     | André Gobert ‡                                                        | Anthony Wilding (4/6)  | William Larned (7/7)      |
| 1912 | James Cecil Parke        | Max Decugis ‡                                                         | Anthony Wilding (5/6)  | Maurice McLoughlin (1/2)  |
| 1913 | Ernie Parker             | Max Decugis ‡                                                         | Anthony Wilding (6/6)  | Maurice McLoughlin (2/2)  |
| 1914 | Arthur O'Hara Wood       | Max Decugis ‡                                                         | Norman Brookes (3/3)   | R. Norris Williams (1/2)  |
| 1915 | Francis Lowe             | I Guerra Mundial                                                      | I Guerra Mundial       | Bill Johnston (1/3)       |
| 1916 | I Guerra Mundial         | I Guerra Mundial                                                      | I Guerra Mundial       | R. Norris Williams (2/2)  |
| 1917 | I Guerra Mundial         | I Guerra Mundial                                                      | I Guerra Mundial       | Robert Murray (1/2)       |
| 1918 | I Guerra Mundial         | I Guerra Mundial                                                      | I Guerra Mundial       | Robert Murray (2/2)       |
| 1919 | Algernon Kingscote       | I Guerra Mundial                                                      | Gerald Patterson (1/3) | Bill Johnston (2/3)       |
| 1920 | Pat O'Hara Wood (1/2)    | André Gobert ‡                                                        | Bill Tilden (1/10)     | Bill Tilden (2/10)        |
| 1921 | Rhys Gemmell             | Jean Samazeuilh ‡                                                     | Bill Tilden (3/10)     | Bill Tilden (4/10)        |
| 1922 | James Anderson (1/3)     | Henri Cochet ‡                                                        | Gerald Patterson (2/3) | Bill Tilden (5/10)        |
| 1923 | Pat O'Hara Wood (2/2)    | François Blanchy ‡                                                    | Bill Johnston (3/3)    | Bill Tilden (6/10)        |
| 1924 | James Anderson (2/3)     | Jean Borotra ‡                                                        | Jean Borotra (1/4)     | Bill Tilden (7/10)        |
| 1925 | James Anderson (3/3)     | René Lacoste (1/7)                                                    | René Lacoste (2/7)     | Bill Tilden (8/10)        |
| 1926 | John Hawkes              | Henri Cochet (1/7)                                                    | Jean Borotra (2/4)     | René Lacoste (3/7)        |
| 1927 | Gerald Patterson (3/3)   | René Lacoste (4/7)                                                    | Henri Cochet (2/7)     | René Lacoste (5/7)        |
| 1928 | Jean Borotra (3/4)       | Henri Cochet (3/7)                                                    | René Lacoste (6/7)     | Henri Cochet (4/7)        |
| 1929 | John Gregory             | René Lacoste (7/7)                                                    | Henri Cochet (5/7)     | Bill Tilden (9/10)        |
| 1930 | Edgar Moon               | Henri Cochet (6/7)                                                    | Bill Tilden (10/10)    | John Doeg                 |
| 1931 | Jack Crawford (1/6)      | Jean Borotra (4/4)                                                    | Sidney Wood            | Ellsworth Vines (1/3)     |
| 1932 | Jack Crawford (2/6)      | Henri Cochet (7/7)                                                    | Ellsworth Vines (2/3)  | Ellsworth Vines (3/3)     |
| 1933 | Jack Crawford (3/6)      | Jack Crawford (4/6)                                                   | Jack Crawford (5/6)    | Fred Perry (1/8)          |
| 1934 | Fred Perry (2/8)         | Gottfried von Cramm (1/2)                                             | Fred Perry (3/8)       | Fred Perry (4/8)          |
| 1935 | Jack Crawford (6/6)      | Fred Perry (5/8)                                                      | Fred Perry (6/8)       | Wilmer Allison            |
| 1936 | Adrian Quist (1/3)       | Gottfried von Cramm (2/2)                                             | Fred Perry (7/8)       | Fred Perry (8/8)          |
| 1937 | Vivian McGrath           | Henner Henkel                                                         | Don Budge (1/6)        | Don Budge (2/6)           |
| 1938 | Don Budge (3/6)          | Don Budge (4/6)                                                       | Don Budge (5/6)        | Don Budge (6/6)           |
| 1939 | John Bromwich (1/2)      | Don McNeill (1/2)                                                     | Bobby Riggs (1/3)      | Bobby Riggs (2/3)         |
| 1940 | Adrian Quist (2/3)       | II Guerra Mundial                                                     | II Guerra Mundial      | Don McNeill (2/2)         |
| 1941 | II Guerra Mundial        | II Guerra Mundial Tournoi de France não reconhecido por Roland Garros | II Guerra Mundial      | Bobby Riggs (3/3)         |
| 1942 | II Guerra Mundial        | II Guerra Mundial Tournoi de France não reconhecido por Roland Garros | II Guerra Mundial      | Ted Schroeder (1/2)       |
| 1943 | II Guerra Mundial        | II Guerra Mundial Tournoi de France não reconhecido por Roland Garros | II Guerra Mundial      | Joe Hunt                  |
| 1944 | II Guerra Mundial        | II Guerra Mundial Tournoi de France não reconhecido por Roland Garros | II Guerra Mundial      | Frank Parker (1/4)        |
| 1945 | II Guerra Mundial        | II Guerra Mundial Tournoi de France não reconhecido por Roland Garros | II Guerra Mundial      | Frank Parker (2/4)        |
| 1946 | John Bromwich (2/2)      | Marcel Bernard                                                        | Yvon Petra             | Jack Kramer (1/3)         |
| 1947 | Dinny Pails              | József Asbóth                                                         | Jack Kramer (2/3)      | Jack Kramer (3/3)         |
| 1948 | Adrian Quist (3/3)       | Frank Parker (3/4)                                                    | Bob Falkenburg         | Pancho Gonzales (1/2)     |
| 1949 | Frank Sedgman (1/5)      | Frank Parker (4/4)                                                    | Ted Schroeder (2/2)    | Pancho Gonzales (2/2)     |
| 1950 | Frank Sedgman (2/5)      | Budge Patty (1/2)                                                     | Budge Patty (2/2)      | Arthur Larsen             |
| 1951 | Dick Savitt (1/2)        | Jaroslav Drobný (1/3)                                                 | Dick Savitt (2/2)      | Frank Sedgman (3/5)       |
| 1952 | Ken McGregor             | Jaroslav Drobný (2/3)                                                 | Frank Sedgman (4/5)    | Frank Sedgman (5/5)       |
| 1953 | Ken Rosewall (1/8)       | Ken Rosewall (2/8)                                                    | Vic Seixas (1/2)       | Tony Trabert (1/5)        |
| 1954 | Mervyn Rose (1/2)        | Tony Trabert (2/5)                                                    | Jaroslav Drobný (3/3)  | Vic Seixas (2/2)          |
| 1955 | Ken Rosewall (3/8)       | Tony Trabert (3/5)                                                    | Tony Trabert (4/5)     | Tony Trabert (5/5)        |
| 1956 | Lew Hoad (1/4)           | Lew Hoad (2/4)                                                        | Lew Hoad (3/4)         | Ken Rosewall (4/8)        |
| 1957 | Ashley Cooper (1/4)      | Sven Davidson                                                         | Lew Hoad (4/4)         | Malcolm Anderson          |
| 1958 | Ashley Cooper (2/4)      | Mervyn Rose (2/2)                                                     | Ashley Cooper (3/4)    | Ashley Cooper (4/4)       |
| 1959 | Alex Olmedo (1/2)        | Nicola Pietrangeli (1/2)                                              | Alex Olmedo (2/2)      | Neale Fraser (1/3)        |
| 1960 | Rod Laver (1/11)         | Nicola Pietrangeli (2/2)                                              | Neale Fraser (2/3)     | Neale Fraser (3/3)        |
| 1961 | Roy Emerson (1/12)       | Manuel Santana (1/4)                                                  | Rod Laver (2/11)       | Roy Emerson (2/12)        |
| 1962 | Rod Laver (3/11)         | Rod Laver (4/11)                                                      | Rod Laver (5/11)       | Rod Laver (6/11)          |
| 1963 | Roy Emerson (3/12)       | Roy Emerson (4/12)                                                    | Chuck McKinley         | Rafael Osuna              |
| 1964 | Roy Emerson (5/12)       | Manuel Santana (2/4)                                                  | Roy Emerson (6/12)     | Roy Emerson (7/12)        |
| 1965 | Roy Emerson (8/12)       | Fred Stolle (1/2)                                                     | Roy Emerson (9/12)     | Manuel Santana (3/4)      |
| 1966 | Roy Emerson (10/12)      | Tony Roche                                                            | Manuel Santana (4/4)   | Fred Stolle (2/2)         |
| 1967 | Roy Emerson (11/12)      | Roy Emerson (12/12)                                                   | John Newcombe (1/7)    | John Newcombe (2/7)       |
| 1968 | Bill Bowrey              |                                                                       |                        |                           |

### Era Open
| Ano  | Australian Open          | Roland Garros            | Wimbledon              | US Open                |
| ---- | ------------------------ | ------------------------ | ---------------------- | ---------------------- |
| 1968 |                          | Ken Rosewall (5/8)       | Rod Laver (7/11)       | Arthur Ashe (1/3)      |
| 1969 | Rod Laver (8/11)         | Rod Laver (9/11)         | Rod Laver (10/11)      | Rod Laver (11/11)      |
| 1970 | Arthur Ashe (2/3)        | Jan Kodes (1/3)          | John Newcombe (3/7)    | Ken Rosewall (6/8)     |
| 1971 | Ken Rosewall (7/8)       | Jan Kodes (2/3)          | John Newcombe (4/7)    | Stan Smith (1/2)       |
| 1972 | Ken Rosewall (8/8)       | Andrés Gimeno            | Stan Smith (2/2)       | Ilie Nastase (1/2)     |
| 1973 | John Newcombe (5/7)      | Ilie Nastase (2/2)       | Jan Kodes (3/3)        | John Newcombe (6/7)    |
| 1974 | Jimmy Connors (1/8)      | Björn Borg (1/11)        | Jimmy Connors (2/8)    | Jimmy Connors (3/8)    |
| 1975 | John Newcombe (7/7)      | Björn Borg (2/11)        | Arthur Ashe (3/3)      | Manuel Orantes         |
| 1976 | Mark Edmondson           | Adriano Panatta          | Björn Borg (3/11)      | Jimmy Connors (4/8)    |
| 1977 | Vitas Gerulaitis         | Guillermo Vilas (1/4)    | Björn Borg (4/11)      | Guillermo Vilas (2/4)  |
| 1977 | Roscoe Tanner ‡‡         | Guillermo Vilas (1/4)    | Björn Borg (4/11)      | Guillermo Vilas (2/4)  |
| 1978 | Guillermo Vilas (3/4) ‡‡ | Björn Borg (5/11)        | Björn Borg (6/11)      | Jimmy Connors (5/8)    |
| 1979 | Guillermo Vilas (4/4) ‡‡ | Björn Borg (7/11)        | Björn Borg (8/11)      | John McEnroe (1/7)     |
| 1980 | Brian Teacher ‡‡         | Björn Borg (9/11)        | Björn Borg (10/11)     | John McEnroe (2/7)     |
| 1981 | Johan Kriek (1/2) ‡‡     | Björn Borg (11/11)       | John McEnroe (3/7)     | John McEnroe (4/7)     |
| 1982 | Johan Kriek (2/2) ‡‡     | Mats Wilander (1/7)      | Jimmy Connors (6/8)    | Jimmy Connors (7/8)    |
| 1983 | Mats Wilander (2/7) ‡‡   | Yannick Noah             | John McEnroe (5/7)     | Jimmy Connors (8/8)    |
| 1984 | Mats Wilander (3/7) ‡‡   | Ivan Lendl (1/8)         | John McEnroe (6/7)     | John McEnroe (7/7)     |
| 1985 | Stefan Edberg (1/6) ‡‡   | Mats Wilander (4/7)      | Boris Becker (1/6)     | Ivan Lendl (2/8)       |
| 1986 | Mudança de data          | Ivan Lendl (3/8)         | Boris Becker (2/6)     | Ivan Lendl (4/8)       |
| 1987 | Stefan Edberg (2/6)      | Ivan Lendl (5/8)         | Pat Cash               | Ivan Lendl (6/8)       |
| 1988 | Mats Wilander (5/7)      | Mats Wilander (6/7)      | Stefan Edberg (3/6)    | Mats Wilander (7/7)    |
| 1989 | Ivan Lendl (7/8)         | Michael Chang            | Boris Becker (3/6)     | Boris Becker (4/6)     |
| 1990 | Ivan Lendl (8/8)         | Andrés Gómez             | Stefan Edberg (4/6)    | Pete Sampras (1/14)    |
| 1991 | Boris Becker (5/6)       | Jim Courier (1/4)        | Michael Stich          | Stefan Edberg (5/6)    |
| 1992 | Jim Courier (2/4)        | Jim Courier (3/4)        | Andre Agassi (1/8)     | Stefan Edberg (6/6)    |
| 1993 | Jim Courier (4/4)        | Sergi Bruguera (1/2)     | Pete Sampras (2/14)    | Pete Sampras (3/14)    |
| 1994 | Pete Sampras (4/14)      | Sergi Bruguera (2/2)     | Pete Sampras (5/14)    | Andre Agassi (2/8)     |
| 1995 | Andre Agassi (3/8)       | Thomas Muster            | Pete Sampras (6/14)    | Pete Sampras (7/14)    |
| 1996 | Boris Becker (6/6)       | Yevgeny Kafelnikov (1/2) | Richard Krajicek       | Pete Sampras (8/14)    |
| 1997 | Pete Sampras (9/14)      | Gustavo Kuerten (1/3)    | Pete Sampras (10/14)   | Patrick Rafter (1/2)   |
| 1998 | Petr Korda               | Carlos Moyá              | Pete Sampras (11/14)   | Patrick Rafter (2/2)   |
| 1999 | Yevgeny Kafelnikov (2/2) | Andre Agassi (4/8)       | Pete Sampras (12/14)   | Andre Agassi (5/8)     |
| 2000 | Andre Agassi (6/8)       | Gustavo Kuerten (2/3)    | Pete Sampras (13/14)   | Marat Safin (1/2)      |
| 2001 | Andre Agassi (7/8)       | Gustavo Kuerten (3/3)    | Goran Ivanisevic       | Lleyton Hewitt (1/2)   |
| 2002 | Thomas Johansson         | Albert Costa             | Lleyton Hewitt (2/2)   | Pete Sampras (14/14)   |
| 2003 | Andre Agassi (8/8)       | Juan Carlos Ferrero      | Roger Federer (1/20)   | Andy Roddick           |
| 2004 | Roger Federer (2/20)     | Gastón Gaudio            | Roger Federer (3/20)   | Roger Federer (4/20)   |
| 2005 | Marat Safin (2/2)        | Rafael Nadal (1/22)      | Roger Federer (5/20)   | Roger Federer (6/20)   |
| 2006 | Roger Federer (7/20)     | Rafael Nadal (2/22)      | Roger Federer (8/20)   | Roger Federer (9/20)   |
| 2007 | Roger Federer (10/20)    | Rafael Nadal (3/22)      | Roger Federer (11/20)  | Roger Federer (12/20)  |
| 2008 | Novak Djokovic (1/23)    | Rafael Nadal (4/22)      | Rafael Nadal (5/22)    | Roger Federer (13/20)  |
| 2009 | Rafael Nadal (6/22)      | Roger Federer (14/20)    | Roger Federer (15/20)  | Juan Martín del Potro  |
| 2010 | Roger Federer (16/20)    | Rafael Nadal (7/22)      | Rafael Nadal (8/22)    | Rafael Nadal (9/22)    |
| 2011 | Novak Djokovic (2/23)    | Rafael Nadal (10/22)     | Novak Djokovic (3/23)  | Novak Djokovic (4/23)  |
| 2012 | Novak Djokovic (5/23)    | Rafael Nadal (11/22)     | Roger Federer (17/20)  | Andy Murray (1/3)      |
| 2013 | Novak Djokovic (6/23)    | Rafael Nadal (12/22)     | Andy Murray (2/3)      | Rafael Nadal (13/22)   |
| 2014 | Stan Wawrinka (1/3)      | Rafael Nadal (14/22)     | Novak Djokovic (7/23)  | Marin Cilic            |
| 2015 | Novak Djokovic (8/23)    | Stan Wawrinka (2/3)      | Novak Djokovic (9/23)  | Novak Djokovic (10/23) |
| 2016 | Novak Djokovic (11/23)   | Novak Djokovic (13/23)   | Andy Murray (3/3)      | Stan Wawrinka (3/3)    |
| 2017 | Roger Federer (18/20)    | Rafael Nadal (15/22)     | Roger Federer (19/20)  | Rafael Nadal (16/22)   |
| 2018 | Roger Federer (20/20)    | Rafael Nadal (17/22)     | Novak Djokovic (13/23) | Novak Djokovic (14/23) |
| 2019 | Novak Djokovic (15/23)   | Rafael Nadal (18/22)     | Novak Djokovic (16/23) | Rafael Nadal (19/22)   |
| 2020 | Novak Djokovic (17/23)   | Rafael Nadal (20/22)     | Pandemia               | Dominic Thiem          |
| 2021 | Novak Djokovic (18/23)   | Novak Djokovic (19/23)   | Novak Djokovic (20/23) | Daniil Medvedev        |
| 2022 | Rafael Nadal (21/22)     | Rafael Nadal (22/22)     | Novak Djokovic (21/23) | Carlos Alcaraz         |
| 2023 | Novak Djokovic (22/23)   | Novak Djokovic (23/23)   |                        |                        |

| Legenda |
| Conquista do Grand Slam (vencer os 4 Torneios do Grand Slam na mesma temporada). |
| ‡ Edição reservada a jogadores nacionais ou residentes no país organizador. Não reconhecido como Torneio do Grand Slam pela Federação Internacional de Ténis. |
| ‡‡ Edição do Australian Open realizada em Dezembro (tradicionalmente o Torneio é disputado em Janeiro). Em 1977 realizaram-se duas edições: em Janeiro e Dezembro. Em 1986 não houve qualquer edição, tendo o Torneio voltado a realizar-se em Janeiro (a edição de Dezembro de 1986 transitou para Janeiro de 1987). |

## Campeões por carreira

### Grand Slam
A conquista do Grand Slam, máxima honra do ténis, consiste na vitória nos 4 Torneios do Grand Slam na mesma temporada. Somente 2 tenistas conquistaram o Grand Slam em singulares masculinos.
| Tenista       | Épocas | Idade |
| ------------- | ------ | ----- |
| Don Budge     | 1938   | 23    |
| Rod Laver     | 1962   | 24    |
| Rod Laver (2) | 1969   | 31    |

### Títulos do Grand Slam
Desde o início das competições um total de 125 tenistas foram campeões em singulares de Torneios do Grand Slam.
| Nº  | Tenista               | Grand Slams           | Títulos do Grand Slam | Títulos do Grand Slam                                                                                            |
| Nº  | Tenista               | Grand Slams           | Títulos               | Épocas |
| --- | --------------------- | --------------------- | --------------------- | --- |
| 1º  | Rod Laver             | 2                     | 11                    | 1960, 1961, 1962 (4), 1968, 1969 (4)                                                                             |
| 2º  | Don Budge             | 1                     | 6                     | 1937 (2), 1938 (4)                                                                                               |
| 3º  | Novak Djokovic        | Novak Djokovic        | 23                    | 2008, 2011 (3), 2012, 2013, 2014, 2015 (3), 2016 (2), 2018 (2), 2019 (2), 2020, 2021 (3), 2022, 2023 (2)         |
| 4º  | Rafael Nadal          | Rafael Nadal          | 22                    | 2005, 2006, 2007, 2008 (2), 2009, 2010 (3), 2011, 2012, 2013 (2), 2014, 2017 (2), 2018, 2019 (2), 2020, 2022 (2) |
| 5º  | Roger Federer         | Roger Federer         | 20                    | 2003, 2004 (3), 2005 (2), 2006 (3), 2007 (3), 2008, 2009 (2), 2010, 2012, 2017 (2), 2018                         |
| 6º  | Pete Sampras          | Pete Sampras          | 14                    | 1990, 1993 (2), 1994 (2), 1995 (2), 1996, 1997 (2), 1998, 1999, 2000, 2002                                       |
| 7º  | Roy Emerson           | Roy Emerson           | 12                    | 1961 (2), 1963 (2), 1964 (3), 1965 (2), 1966, 1967 (2)                                                           |
| 8º  | Björn Borg            | Björn Borg            | 11                    | 1974, 1975, 1976, 1977, 1978 (2), 1979 (2), 1980 (2), 1981                                                       |
| 9º  | Bill Tilden           | Bill Tilden           | 10                    | 1920 (2), 1921 (2), 1922, 1923, 1924, 1925, 1929, 1930                                                           |
| 10º | Fred Perry            | Fred Perry            | 8                     | 1933, 1934 (3), 1935 (2), 1936 (2)                                                                               |
| -   | Ken Rosewall          | Ken Rosewall          | 8                     | 1953 (2), 1955, 1956, 1968, 1970, 1971, 1972                                                                     |
| -   | Jimmy Connors         | Jimmy Connors         | 8                     | 1974 (3), 1976, 1978, 1982 (2), 1983                                                                             |
| -   | Ivan Lendl            | Ivan Lendl            | 8                     | 1984, 1985, 1986 (2), 1987 (2), 1989, 1990                                                                       |
| -   | Andre Agassi          | Andre Agassi          | 8                     | 1992, 1994, 1995, 1999 (2), 2000, 2001, 2003                                                                     |
| 15º | William Renshaw       | William Renshaw       | 7                     | 1881, 1882, 1883, 1884, 1885, 1886, 1889                                                                         |
| -   | William Larned        | William Larned        | 7                     | 1901, 1902, 1907, 1908, 1909, 1910, 1911                                                                         |
| -   | René Lacoste          | René Lacoste          | 7                     | 1925 (2), 1926, 1927 (2), 1928, 1929                                                                             |
| -   | Henri Cochet          | Henri Cochet          | 7                     | 1926, 1927, 1928 (2), 1929, 1930, 1932                                                                           |
| -   | John Newcombe         | John Newcombe         | 7                     | 1967 (2), 1970, 1971, 1973 (2), 1975                                                                             |
| -   | John McEnroe          | John McEnroe          | 7                     | 1979, 1980, 1981 (2), 1983, 1984 (2)                                                                             |
| -   | Mats Wilander         | Mats Wilander         | 7                     | 1982, 1983, 1984, 1985, 1988 (3)                                                                                 |
| 23º | Richard Sears         | Richard Sears         | 6                     | 1882, 1883, 1884, 1885, 1886, 1887                                                                               |
| -   | Lawrence Doherty      | Lawrence Doherty      | 6                     | 1902, 1903 (2), 1904, 1905, 1906                                                                                 |
| -   | Anthony Wilding       | Anthony Wilding       | 6                     | 1906, 1909, 1910, 1911, 1912, 1913                                                                               |
| -   | Jack Crawford         | Jack Crawford         | 6                     | 1931, 1932, 1933 (3), 1935                                                                                       |
| -   | Stefan Edberg         | Stefan Edberg         | 6                     | 1985, 1987, 1988, 1990, 1991, 1992                                                                               |
| -   | Boris Becker          | Boris Becker          | 6                     | 1985, 1986, 1989 (2), 1991, 1996                                                                                 |
| 29º | Frank Sedgman         | Frank Sedgman         | 5                     | 1949, 1950, 1951, 1952 (2)                                                                                       |
| -   | Tony Trabert          | Tony Trabert          | 5                     | 1953, 1954, 1955 (3)                                                                                             |
| 30º | Reginald Doherty      | Reginald Doherty      | 4                     | 1897, 1898, 1899, 1900                                                                                           |
| -   | Robert Wrenn          | Robert Wrenn          | 4                     | 1893, 1894, 1896, 1897                                                                                           |
| -   | Jean Borotra          | Jean Borotra          | 4                     | 1924, 1926, 1928, 1931                                                                                           |
| -   | Frank Parker          | Frank Parker          | 4                     | 1944, 1945, 1948, 1949                                                                                           |
| -   | Lew Hoad              | Lew Hoad              | 4                     | 1956 (3), 1957                                                                                                   |
| -   | Ashley Cooper         | Ashley Cooper         | 4                     | 1957, 1958 (3)                                                                                                   |
| -   | Manuel Santana        | Manuel Santana        | 4                     | 1961, 1964, 1965, 1966                                                                                           |
| -   | Guillermo Vilas       | Guillermo Vilas       | 4                     | 1977 (2), 1978, 1979                                                                                             |
| -   | Jim Courier           | Jim Courier           | 4                     | 1991, 1992 (2), 1993                                                                                             |
| 39º | Oliver Campbell       | Oliver Campbell       | 3                     | 1890, 1891, 1892                                                                                                 |
| -   | Wilfred Baddeley      | Wilfred Baddeley      | 3                     | 1891, 1892, 1895                                                                                                 |
| -   | Malcolm Whitman       | Malcolm Whitman       | 3                     | 1898, 1999, 1900                                                                                                 |
| -   | Arthur Gore           | Arthur Gore           | 3                     | 1901, 1908, 1909                                                                                                 |
| -   | Norman Brookes        | Norman Brookes        | 3                     | 1907, 1911, 1914                                                                                                 |
| -   | Bill Johnston         | Bill Johnston         | 3                     | 1915, 1919, 1923                                                                                                 |
| -   | James Anderson        | James Anderson        | 3                     | 1922, 1924, 1925                                                                                                 |
| -   | Gerald Patterson      | Gerald Patterson      | 3                     | 1919, 1922, 1927                                                                                                 |
| -   | Ellsworth Vines       | Ellsworth Vines       | 3                     | 1931, 1932 (2)                                                                                                   |
| -   | Bobby Riggs           | Bobby Riggs           | 3                     | 1939 (2), 1941                                                                                                   |
| -   | Jack Kramer           | Jack Kramer           | 3                     | 1946, 1947 (2)                                                                                                   |
| -   | Adrian Quist          | Adrian Quist          | 3                     | 1936, 1940, 1948                                                                                                 |
| -   | Jaroslav Drobny       | Jaroslav Drobny       | 3                     | 1951, 1952, 1954                                                                                                 |
| -   | Neale Fraser          | Neale Fraser          | 3                     | 1959, 1960 (2)                                                                                                   |
| -   | Jan Kodes             | Jan Kodes             | 3                     | 1970, 1971, 1973                                                                                                 |
| -   | Arthur Ashe           | Arthur Ashe           | 3                     | 1968, 1970, 1975                                                                                                 |
| -   | Gustavo Kuerten       | Gustavo Kuerten       | 3                     | 1997, 2000, 2001                                                                                                 |
| -   | Andy Murray           | Andy Murray           | 3                     | 2012, 2013, 2016                                                                                                 |
| -   | Stan Wawrinka         | Stan Wawrinka         | 3                     | 2014, 2015, 2016                                                                                                 |
| 58º | John Hartley          | John Hartley          | 2                     | 1879, 1880 |
| -   | Henry Slocum          | Henry Slocum          | 2                     | 1888, 1889 |
| -   | Joshua Pim            | Joshua Pim            | 2                     | 1893, 1894 |
| -   | Rodney Heath          | Rodney Heath          | 2                     | 1905, 1910 |
| -   | Maurice McLoughlin    | Maurice McLoughlin    | 2                     | 1912, 1913 |
| -   | R. Norris Williams    | R. Norris Williams    | 2                     | 1914, 1916 |
| -   | Robert Murray         | Robert Murray         | 2                     | 1917, 1918 |
| -   | William Johnston      | William Johnston      | 2                     | 1915, 1919 |
| -   | Gottfried von Cramm   | Gottfried von Cramm   | 2                     | 1934, 1936 |
| -   | Don McNeill           | Don McNeill           | 2                     | 1939, 1940 |
| -   | John Bromwich         | John Bromwich         | 2                     | 1939, 1946 |
| -   | Ted Schroeder         | Ted Schroeder         | 2                     | 1942, 1949 |
| -   | Pancho Gonzales       | Pancho Gonzales       | 2                     | 1948, 1949 |
| -   | Budge Patty           | Budge Patty           | 2                     | 1950 (2) |
| -   | Dick Savitt           | Dick Savitt           | 2                     | 1951 (2) |
| -   | Vic Seixas            | Vic Seixas            | 2                     | 1953, 1954 |
| -   | Mervyn Rose           | Mervyn Rose           | 2                     | 1954, 1958 |
| -   | Alex Olmedo           | Alex Olmedo           | 2                     | 1959 (2) |
| -   | Nicola Pietrangeli    | Nicola Pietrangeli    | 2                     | 1959, 1960 |
| -   | Fred Stolle           | Fred Stolle           | 2                     | 1965, 1966 |
| -   | Stan Smith            | Stan Smith            | 2                     | 1971, 1972 |
| -   | Ilie Nastase          | Ilie Nastase          | 2                     | 1972, 1973 |
| -   | Johan Kriek           | Johan Kriek           | 2                     | 1981, 1982 |
| -   | Sergi Bruguera        | Sergi Bruguera        | 2                     | 1993, 1994 |
| -   | Patrick Rafter        | Patrick Rafter        | 2                     | 1997, 1998 |
| -   | Yevgeny Kafelnikov    | Yevgeny Kafelnikov    | 2                     | 1996, 1999 |
| -   | Lleyton Hewitt        | Lleyton Hewitt        | 2                     | 2001, 2002 |
| -   | Marat Safin           | Marat Safin           | 2                     | 2000, 2005 |
| 87º | Spencer Gore          | Spencer Gore          | 1                     | 1877 |
| -   | Frank Hadow           | Frank Hadow           | 1                     | 1878 |
| -   | Herbert Lawford       | Herbert Lawford       | 1                     | 1887 |
| -   | Ernest Renshaw        | Ernest Renshaw        | 1                     | 1888 |
| -   | Willoughby Hamilton   | Willoughby Hamilton   | 1                     | 1890 |
| -   | Fred Hovey            | Fred Hovey            | 1                     | 1895 |
| -   | Harold Mahoney        | Harold Mahoney        | 1                     | 1896 |
| -   | Holcombe Ward         | Holcombe Ward         | 1                     | 1904 |
| -   | Beals Wright          | Beals Wright          | 1                     | 1905 |
| -   | William Clothier      | William Clothier      | 1                     | 1906 |
| -   | Horace Rice           | Horace Rice           | 1                     | 1907 |
| -   | Fred Alexander        | Fred Alexander        | 1                     | 1908 |
| -   | James Cecil Parke     | James Cecil Parke     | 1                     | 1912 |
| -   | Ernie Parker          | Ernie Parker          | 1                     | 1913 |
| -   | Arthur O'Hara Wood    | Arthur O'Hara Wood    | 1                     | 1914 |
| -   | Francis Lowe          | Francis Lowe          | 1                     | 1915 |
| -   | Algernon Kingscote    | Algernon Kingscote    | 1                     | 1919 |
| -   | Rhys Gemmell          | Rhys Gemmell          | 1                     | 1921 |
| -   | John Hawkes           | John Hawkes           | 1                     | 1926 |
| -   | John Gregory          | John Gregory          | 1                     | 1929 |
| -   | Edgar Moon            | Edgar Moon            | 1                     | 1930 |
| -   | John Doeg             | John Doeg             | 1                     | 1930 |
| -   | Sidney Wood           | Sidney Wood           | 1                     | 1931 |
| -   | Wilmer Allison        | Wilmer Allison        | 1                     | 1935 |
| -   | Vivian McGrath        | Vivian McGrath        | 1                     | 1937 |
| -   | Henner Henkel         | Henner Henkel         | 1                     | 1937 |
| -   | Joe Hunt              | Joe Hunt              | 1                     | 1943 |
| -   | Marcel Bernard        | Marcel Bernard        | 1                     | 1946 |
| -   | Yvon Petra            | Yvon Petra            | 1                     | 1946 |
| -   | Dinny Pails           | Dinny Pails           | 1                     | 1947 |
| -   | József Asbóth         | József Asbóth         | 1                     | 1947 |
| -   | Bob Falkenburg        | Bob Falkenburg        | 1                     | 1949 |
| -   | Arthur Larsen         | Arthur Larsen         | 1                     | 1950 |
| -   | Ken McGregor          | Ken McGregor          | 1                     | 1952 |
| -   | Sven Davidson         | Sven Davidson         | 1                     | 1957 |
| -   | Mal Anderson          | Mal Anderson          | 1                     | 1957 |
| -   | Chuck McKinley        | Chuck McKinley        | 1                     | 1963 |
| -   | Rafael Osuna          | Rafael Osuna          | 1                     | 1963 |
| -   | Tony Roche            | Tony Roche            | 1                     | 1966 |
| -   | Bill Bowrey           | Bill Bowrey           | 1                     | 1968 |
| -   | Andrés Gimeno         | Andrés Gimeno         | 1                     | 1972 |
| -   | Manuel Orantes        | Manuel Orantes        | 1                     | 1975 |
| -   | Mark Edmondson        | Mark Edmondson        | 1                     | 1976 |
| -   | Adriano Panatta       | Adriano Panatta       | 1                     | 1976 |
| -   | Vitas Gerulaitis      | Vitas Gerulaitis      | 1                     | 1977 |
| -   | Roscoe Tanner         | Roscoe Tanner         | 1                     | 1977 |
| -   | Brian Teacher         | Brian Teacher         | 1                     | 1980 |
| -   | Yannick Noah          | Yannick Noah          | 1                     | 1983 |
| -   | Pat Cash              | Pat Cash              | 1                     | 1987 |
| -   | Michael Chang         | Michael Chang         | 1                     | 1989 |
| -   | Andrés Gómez          | Andrés Gómez          | 1                     | 1990 |
| -   | Michael Stich         | Michael Stich         | 1                     | 1991 |
| -   | Thomas Muster         | Thomas Muster         | 1                     | 1995 |
| -   | Richard Krajicek      | Richard Krajicek      | 1                     | 1996 |
| -   | Petr Korda            | Petr Korda            | 1                     | 1998 |
| -   | Carlos Moyá           | Carlos Moyá           | 1                     | 1998 |
| -   | Goran Ivanisevic      | Goran Ivanisevic      | 1                     | 2001 |
| -   | Thomas Johansson      | Thomas Johansson      | 1                     | 2002 |
| -   | Albert Costa          | Albert Costa          | 1                     | 2002 |
| -   | Juan Carlos Ferrero   | Juan Carlos Ferrero   | 1                     | 2003 |
| -   | Andy Roddick          | Andy Roddick          | 1                     | 2003 |
| -   | Gastón Gaudio         | Gastón Gaudio         | 1                     | 2004 |
| -   | Juan Martín del Potro | Juan Martín del Potro | 1                     | 2009 |
| -   | Marin Cilic           | Marin Cilic           | 1                     | 2014 |
| -   | Dominic Thiem         | Dominic Thiem         | 1                     | 2020 |
| -   | Daniil Medvedev       | Daniil Medvedev       | 1                     | 2021 |
| -   | Carlos Alcaraz        | Carlos Alcaraz        | 1                     | 2022 |

Nota: Os tenistas ativos são apresentados em negrito.

## Grand Slam de Carreira
O Grand Slam de carreira implica vencer os 4 torneios do Grand Slam durante a carreira. Pela sua dificuldade e raridade é reconhecido como uma grande conquista na modalidade. Foram 8 os tenistas que alcançaram este feito em singulares masculinos.
| Tenista        | Época | Idade | 1º Título em cada Torneio | 1º Título em cada Torneio | 1º Título em cada Torneio | 1º Título em cada Torneio |
| Tenista        | Época | Idade | AO                        | RG                        | WI                        | US                        |
| -------------- | ----- | ----- | ------------------------- | ------------------------- | ------------------------- | ------------------------- |
| Fred Perry     | 1935  | 26    | 1934                      | 1935                      | 1934                      | 1933                      |
| Don Budge      | 1938  | 23    | 1938                      | 1938                      | 1937                      | 1937                      |
| Rod Laver      | 1962  | 24    | 1960                      | 1962                      | 1961                      | 1962                      |
| Roy Emerson    | 1964  | 27    | 1961                      | 1963                      | 1964                      | 1961                      |
| Andre Agassi   | 1999  | 29    | 1995                      | 1999                      | 1992                      | 1994                      |
| Roger Federer  | 2009  | 29    | 2004                      | 2009                      | 2003                      | 2004                      |
| Rafael Nadal   | 2010  | 24    | 2009                      | 2005                      | 2008                      | 2010                      |
| Novak Djokovic | 2016  | 29    | 2008                      | 2016                      | 2011                      | 2011                      |

## Small Slam
Tal como o Grand Slam, também o termo Small Slam (ou Petit Chelem em Francês) teve origem no bridge. No bridge o par de jogadores que ganhe todas as vazas menos uma completa um Small Slam. Assim também se verifica no ténis: o tenista que vença 3 dos 4 torneios do Grand Slam na mesma época conquista um Small Slam. Na história do ténis 11 tenistas conquistaram um total de 15 Small Slams em singulares masculinos. 
| Tenista            | Época | Idade | Resultado em cada Torneio | Resultado em cada Torneio | Resultado em cada Torneio | Resultado em cada Torneio |
| Tenista            | Época | Idade | AO                        | RG                        | WI                        | US                        |
| ------------------ | ----- | ----- | ------------------------- | ------------------------- | ------------------------- | ------------------------- |
| Jack Crawford      | 1933  | 25    | V                         | V                         | V                         | F                         |
| Fred Perry         | 1934  | 25    | V                         | QF                        | V                         | V                         |
| Tony Trabert       | 1955  | 25    | MF                        | V                         | V                         | V                         |
| Lew Hoad           | 1956  | 21    | V                         | V                         | V                         | F                         |
| Ashley Cooper      | 1958  | 21    | V                         | MF                        | V                         | V                         |
| Roy Emerson        | 1964  | 27    | V                         | QF                        | V                         | V                         |
| Jimmy Connors      | 1974  | 22    | V                         | –                         | V                         | V                         |
| Mats Wilander      | 1988  | 24    | V                         | V                         | QF                        | V                         |
| Roger Federer      | 2004  | 23    | V                         | 3R                        | V                         | V                         |
| Roger Federer (2)  | 2006  | 25    | V                         | F                         | V                         | V                         |
| Roger Federer (3)  | 2007  | 26    | V                         | F                         | V                         | V                         |
| Rafael Nadal       | 2010  | 24    | V                         | V                         | F                         | V                         |
| Novak Djokovic     | 2011  | 24    | V                         | MF                        | V                         | V                         |
| Novak Djokovic (2) | 2015  | 28    | V                         | F                         | V                         | V                         |
| Novak Djokovic (3) | 2021  | 34    | V                         | V                         | V                         | F                         |

## Recordes

### Maiores Campeões
| Torneio         | Tenista        | Títulos |
| --------------- | -------------- | ------- |
| Australian Open | Novak Djokovic | 10      |
| Roland Garros   | Rafael Nadal   | 14      |
| Wimbledon       | Roger Federer  | 8       |
| US Open         | William Larned | 7       |
| US Open         | Bill Tilden    | 7       |

### Títulos Consecutivos
| Torneio         | Tenista         | Títulos |
| --------------- | --------------- | ------- |
| Australian Open | Roy Emerson     | 5       |
| Roland Garros   | Rafael Nadal    | 5       |
| Wimbledon       | William Renshaw | 5       |
| US Open         | Richard Sears   | 6       |
| US Open         | Bill Tilden     | 6       |

### Idades
| Torneio         | Campeão Mais Novo  | Edição | Idade             |
| --------------- | ------------------ | ------ | ----------------- |
| Australian Open | Ken Rosewall       | 1953   | 18 anos e 2 meses |
| Roland Garros   | Michael Chang      | 1989   | 17 anos e 3 meses |
| Wimbledon       | Boris Becker       | 1985   | 17 anos e 7 meses |
| US Open         | Pete Sampras       | 1990   | 19 anos e 28 dias |
| Torneio         | Campeão Mais Velho | Edição | Idade             |
| Australian Open | Ken Rosewall       | 1972   | 37 anos e 2 meses |
| Roland Garros   | Novak Djokovic     | 2023   | 36 anos e 20 dias |
| Wimbledon       | Arthur Gore        | 1909   | 41 anos e 6 meses |
| US Open         | William Larned     | 1911   | 38 anos e 8 meses |

## Títulos por País
Até ao momento 26 países foram representados por tenistas campeões em singulares masculinos de Torneios do Grand Slam.
| Nº  | País                           | Grand Slams                    | Títulos | Tenistas |
| --- | ------------------------------ | ------------------------------ | ------- | --- |
| 1º  | Austrália                      | 2                              | 100     | Laver (2/11), Emerson (11), Rosewall (8), Newcombe (7), Crawford (6), Sedgman (5), Hoad (4), Cooper (4), Brookes (3), Anderson (3), Patterson (3), Quist (3), Fraser (3), Heath (2),Bromwich (2), Rose (2), Stolle (2), Patrick Rafter (2), Hewitt (2), Rice (1), Parker (1), O'Hara Wood (1), Gemmell (1), John Hawkes (1), Moon (1), McGrath (1), Pails (1), McGregor (1), Anderson (1), Roche (1), Bowrey (1), Edmondson (1), Cash (1) |
| 2º  | Estados Unidos                 | 1                              | 146     | Budge (1/6), Sampras (14), Tilden (10), Connors (8), Agassi (8), Larned (7), McEnroe (7), Sears (6), Trabert (5), Wrenn (4), Parker (4), Courier (4), Campbell (3), Whitman (3), Johnston (3), Vines (3), Riggs (3), Kramer (3), Ashe (3), Henry (2), McLoughlin (2), N. Williams (2), R. Murray (2), McNeill (2), Schroeder (2), Gonzales (2), Patty (2), Savitt (2), Seixas (2), Olmedo (2), Smith (2), Hovey (1), Ward (1), Wright (1), Clothier (1), Alexander (1), Doeg (1), Wood (1), Allison (1), Hunt (1), Falkenburg (1), Larsen (1), McKinley (1), Gerulaitis (1), Tanner (1), Teacher (1), Kriek (1), Chang (1), Roddick (1) |
| 3º  | Grã-Bretanha                   | Grã-Bretanha                   | 47      | Perry (8), Renshaw (7), L. Doherty (6), R. Doherty (4), Baddeley (3), A. Gore (3), Murray (3), Hartley (2), Joshua Pim (2), S. Gore (1), Hadow (1), Lawford (1), Renshaw (1), Mahoney (1), Parke (1), Lowe (1), Kingscote (1), Gregory (1) |
| 4º  | Espanha                        | Espanha                        | 34      | Nadal (22), Santana (4), Bruguera (2), Gimeno (1), Orantes (1), Moyá (1), Costa (1), Ferrero (1), Alcaraz (1) |
| 5º  | Suécia                         | Suécia                         | 26      | Borg (11), Wilander (7), Edberg (6), Davidson (1), Johansson (1) |
| 6º  | Suíça                          | Suíça                          | 23      | Federer (20), Wawrinka (3) |
| -   | Sérvia                         | Sérvia                         | 23      | Djokovic (23) |
| 8º  | França                         | França                         | 21      | Lacoste (7), Cochet (7), Borotra (4), Bernard (1), Petra (1), Noah (1) |
| 9º  | Checoslováquia República Checa | Checoslováquia República Checa | 12      | Lendl (8), Kodes (3), Korda (1) |
| 10º | Alemanha                       | Alemanha                       | 10      | Becker (6), Von Cramm (2), Henkel (1), Stich (1) |
| 11º | Nova Zelândia                  | Nova Zelândia                  | 6       | Wilding (6) |
| -   | Argentina                      | Argentina                      | 6       | Villas (4), Gaudio (1), Del Potro (1) |
| 13º | Rússia                         | Rússia                         | 4       | Kafelnikov (2), Safin (2) |
| 14º | Egipto                         | Egipto                         | 3       | Drobny (3) |
| -   | Itália                         | Itália                         | 3       | Pietrangeli (2), Panatta (1) |
| -   | Brasil                         | Brasil                         | 3       | Kuerten (3) |
| 17º | Roménia                        | Roménia                        | 2       | Nastase (1) |
| -   | Croácia                        | Croácia                        | 2       | Ivanisevic (1), Cilic (1) |
| -   | Áustria                        | Áustria                        | 2       | Muster (1), Thiem (1) |
| 20º | Hungria                        | Hungria                        | 1       | Asbóth (1) |
| -   | África do Sul                  | África do Sul                  | 1       | Kriek (1) |
| -   | Equador                        | Equador                        | 1       | Gómez (1) |
| -   | México                         | México                         | 1       | Osuna (1) |
| -   | Holanda                        | Holanda                        | 1       | Krajicek (1) |

## Galeria de Campeões

### Presentes

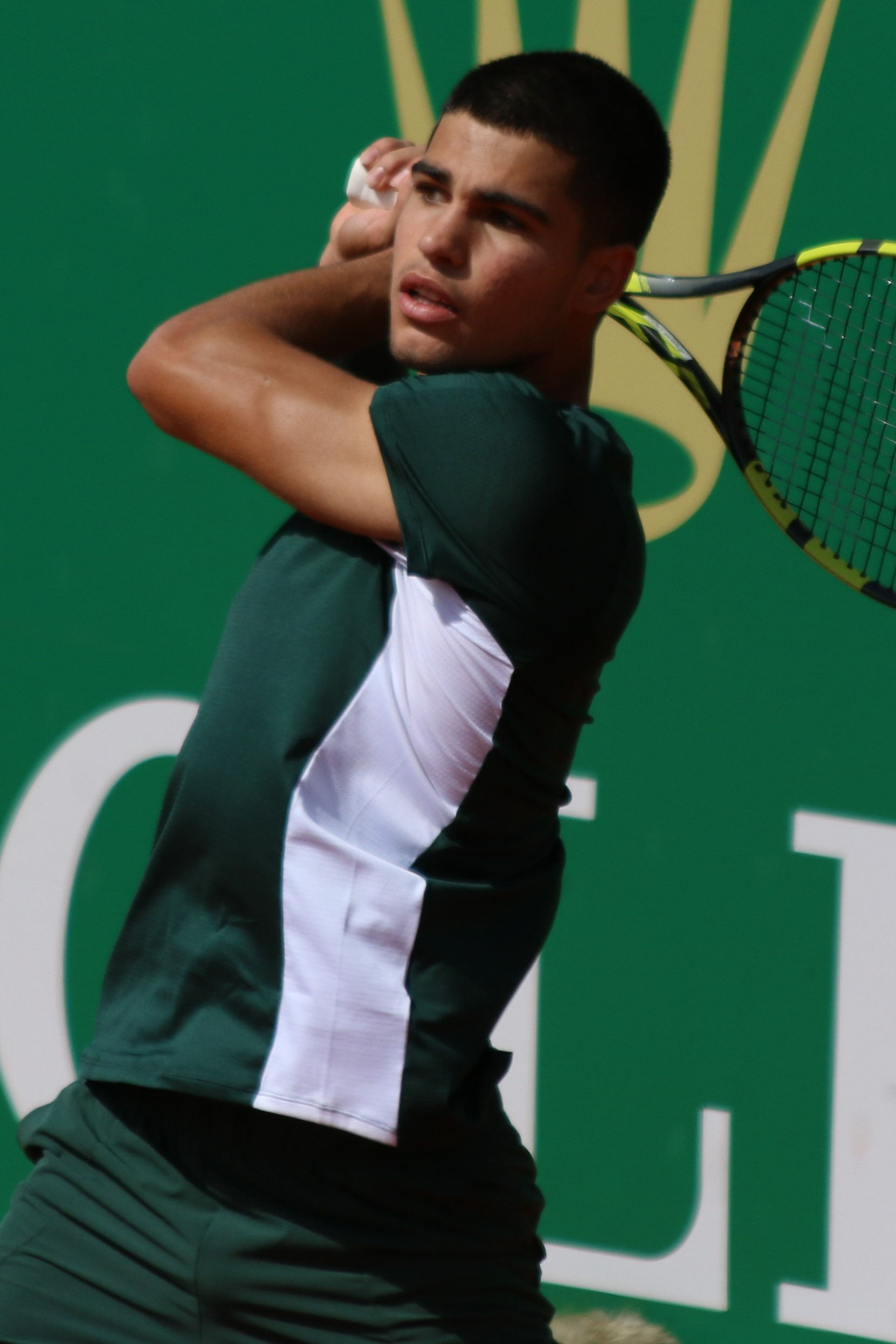
Wimbledon 2023 Carlos Alcaraz
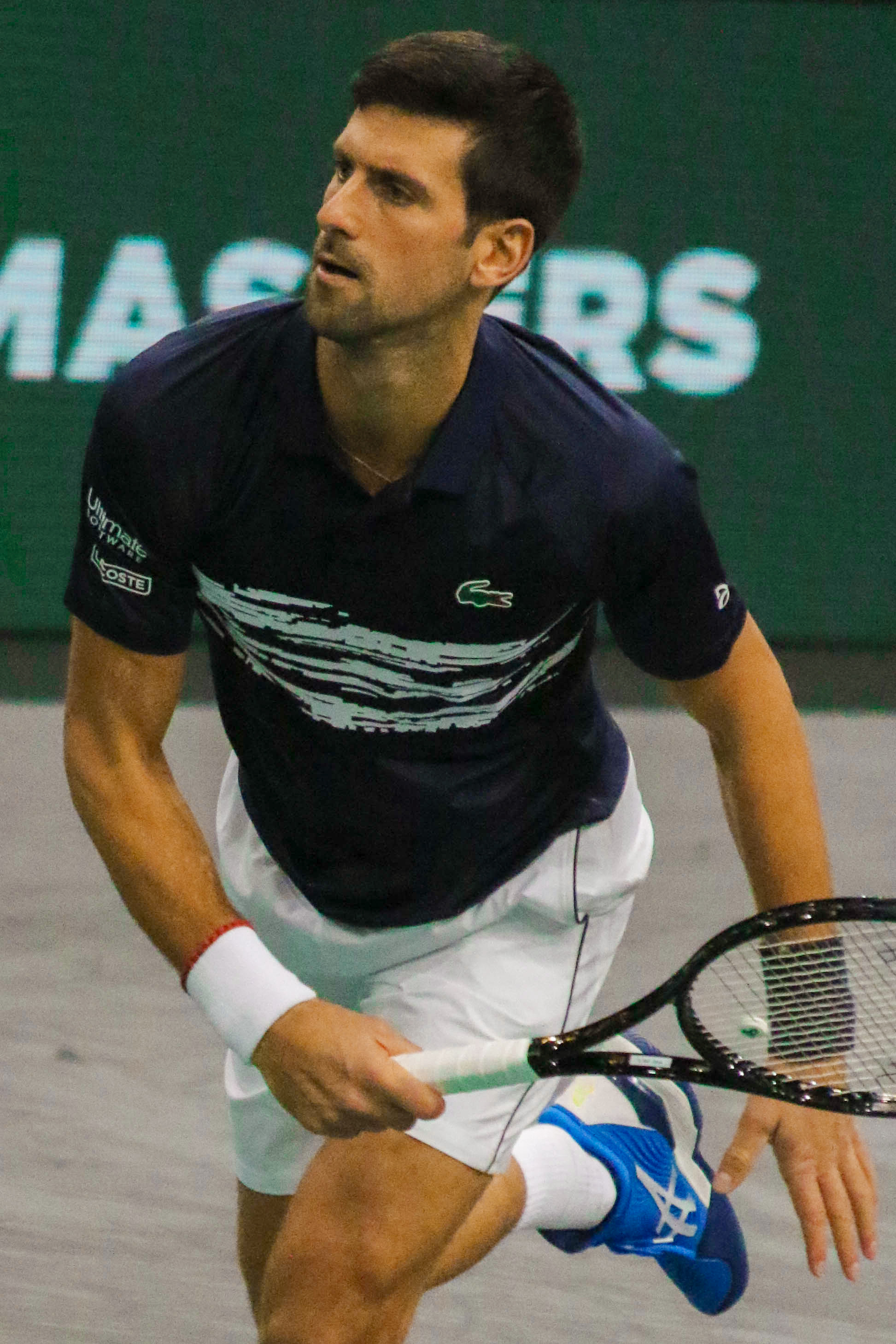
Australian Open 2023 Novak Djokovic
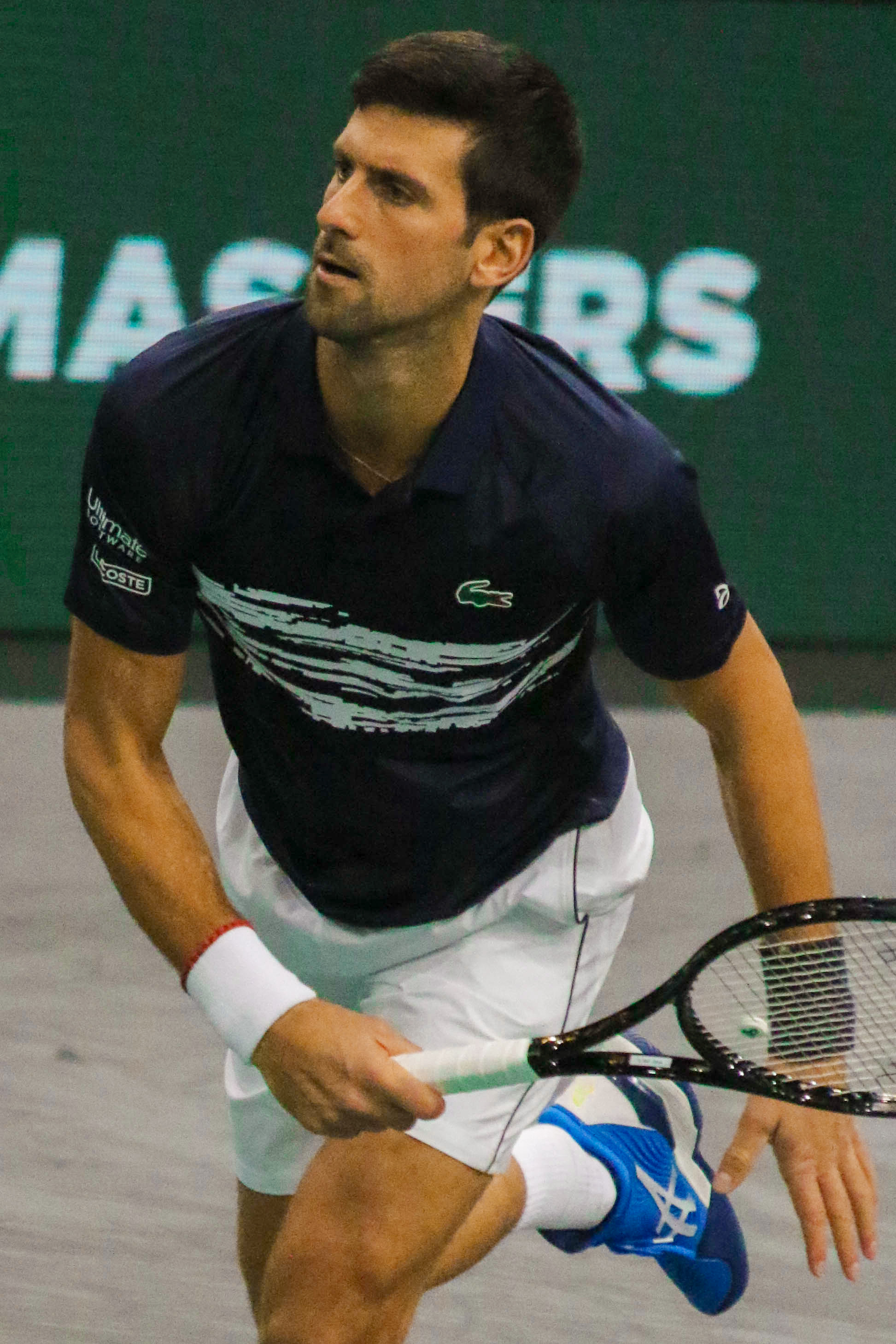
Roland Garros 2023 Novak Djokovic
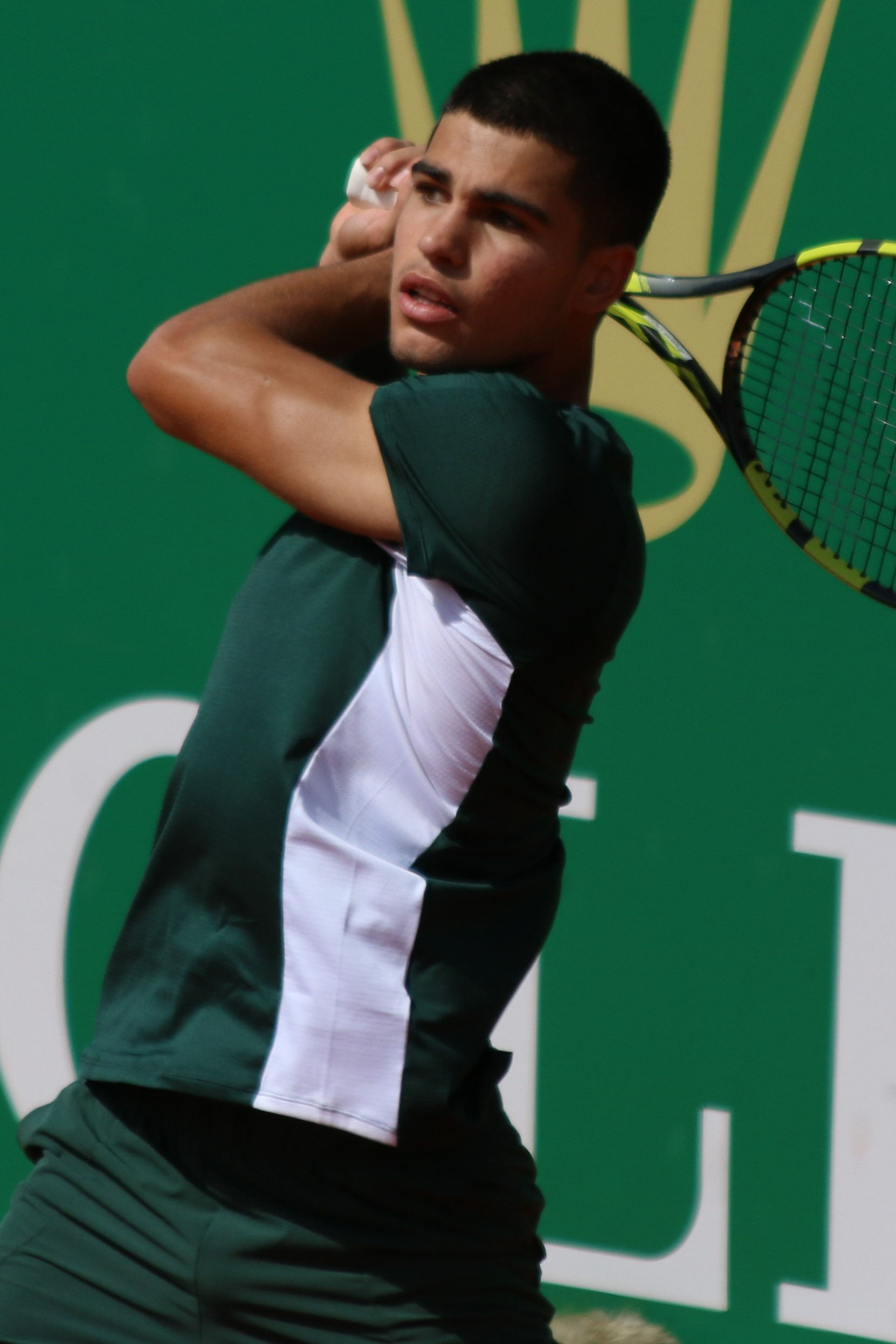
US Open 2022 Carlos Alcaraz

### Passados

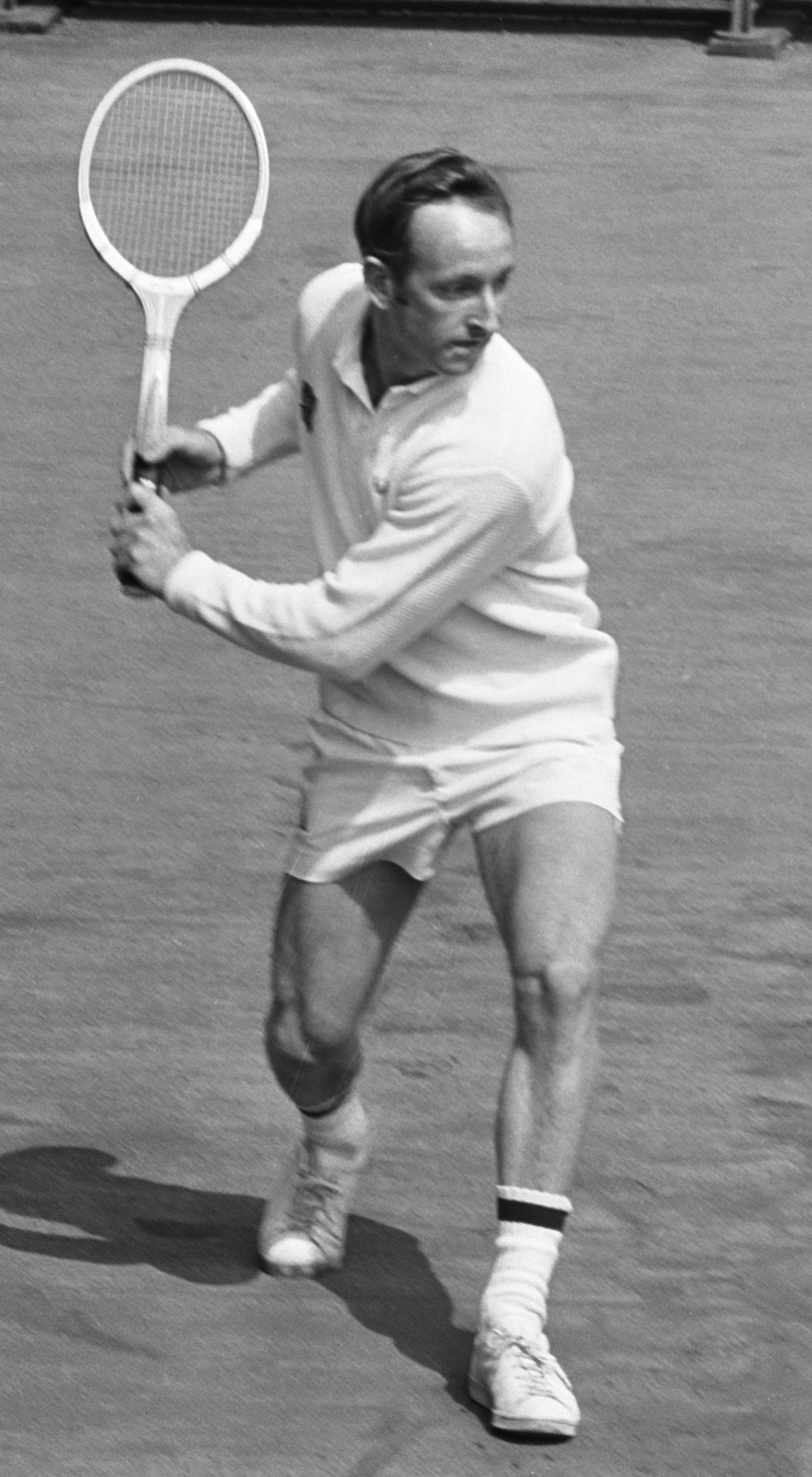
Rod Laver 2 Grand Slams 11 Títulos
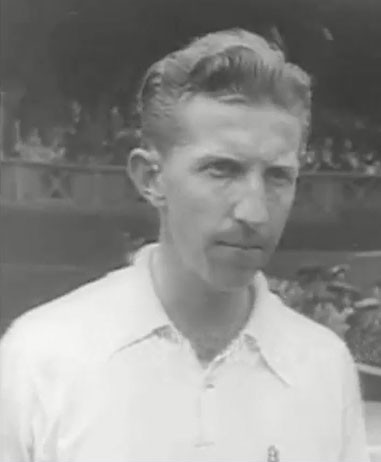
Don Budge 1 Grand Slam 6 Títulos
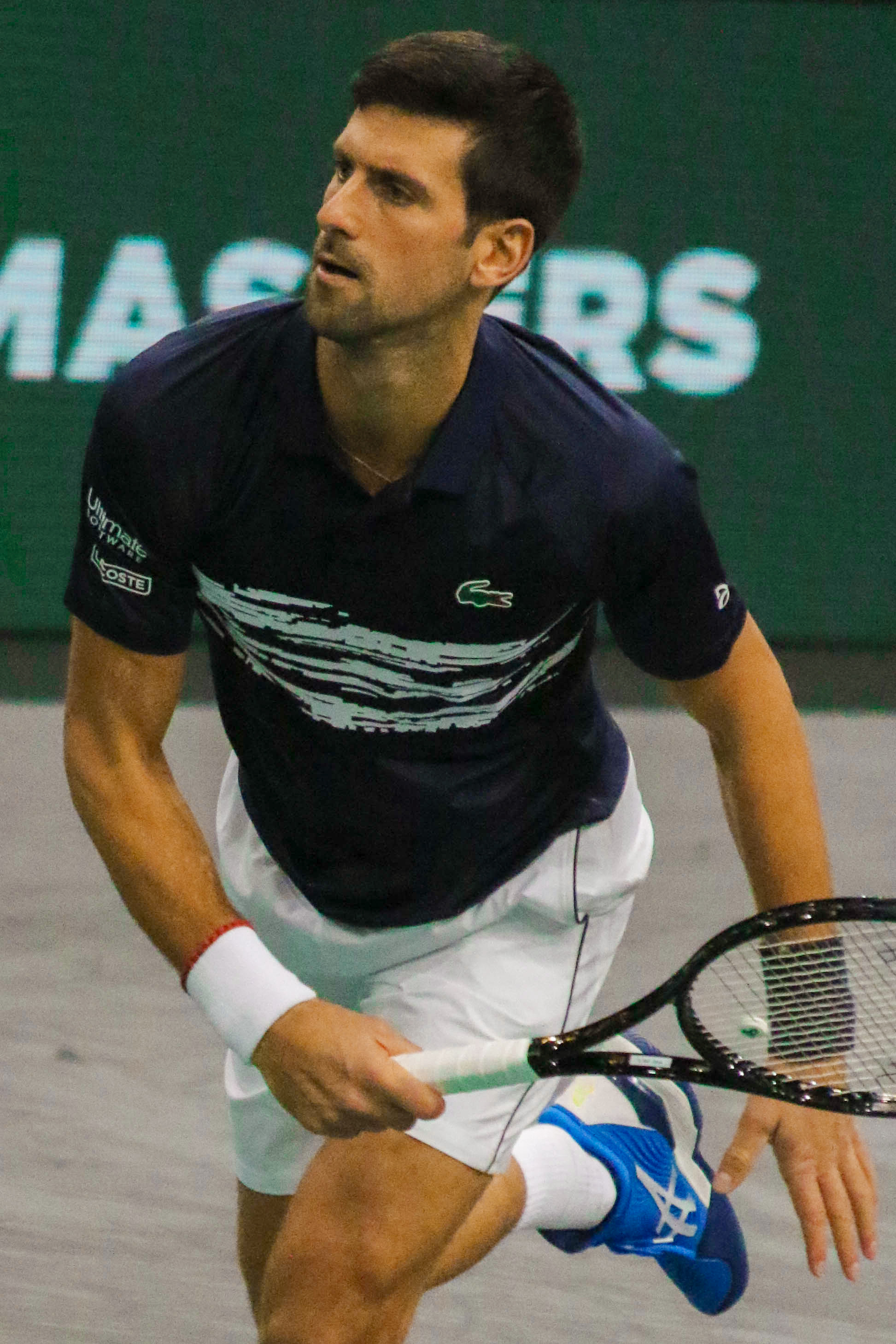
Novak Djokovic 23 Títulos
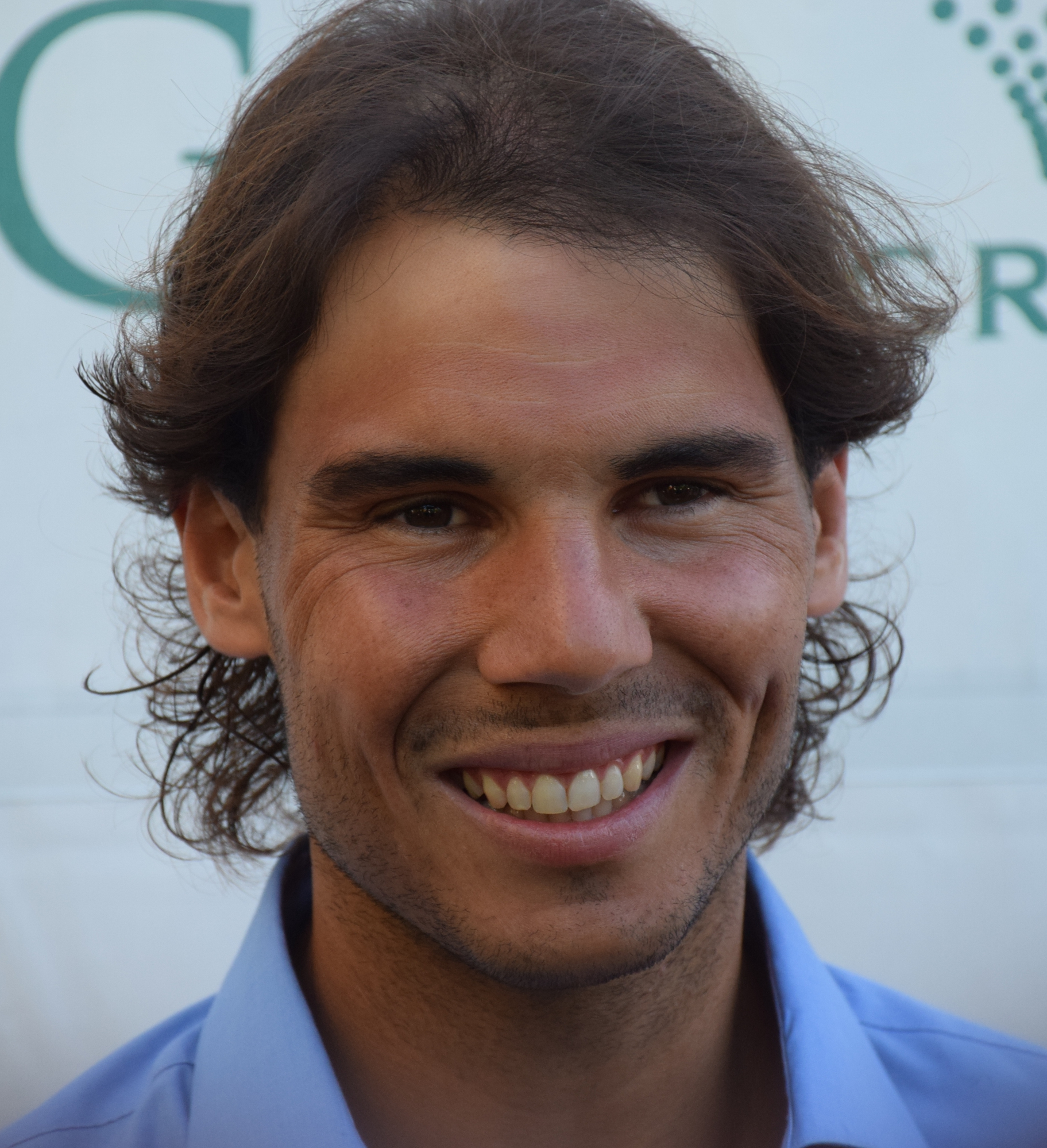
Rafael Nadal 22 Títulos
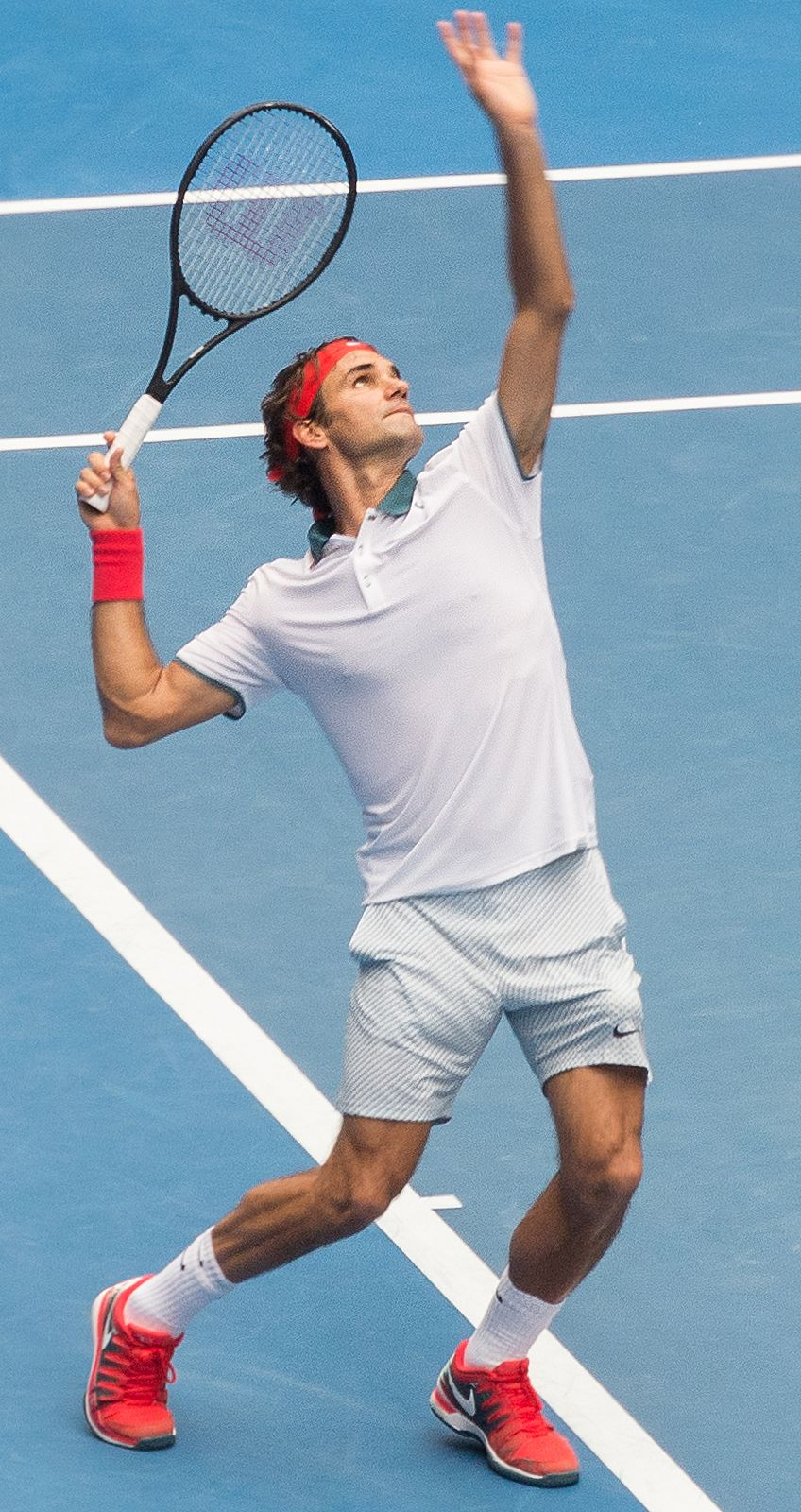
Roger Federer 20 Títulos
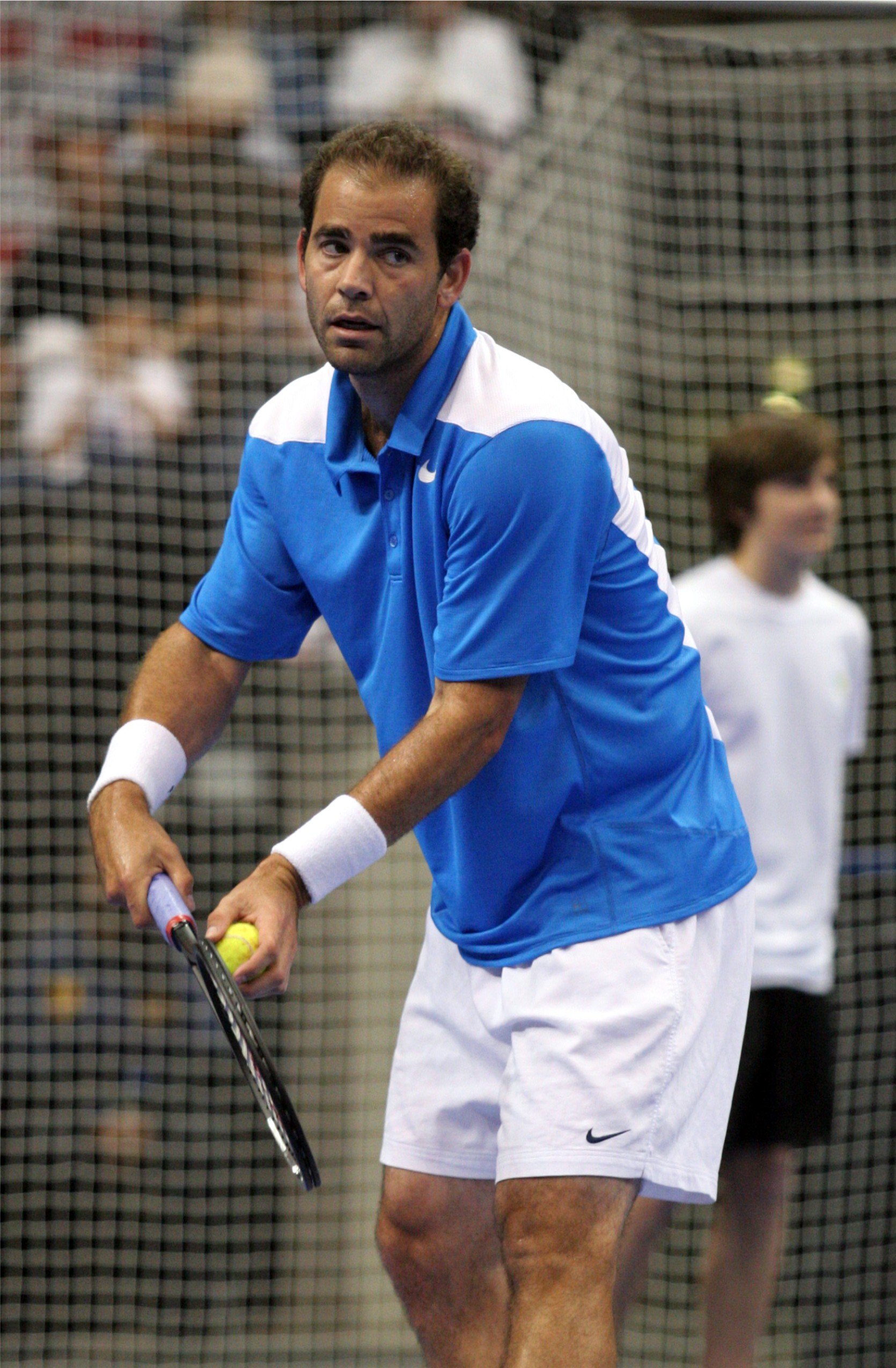
Pete Sampras 14 Títulos
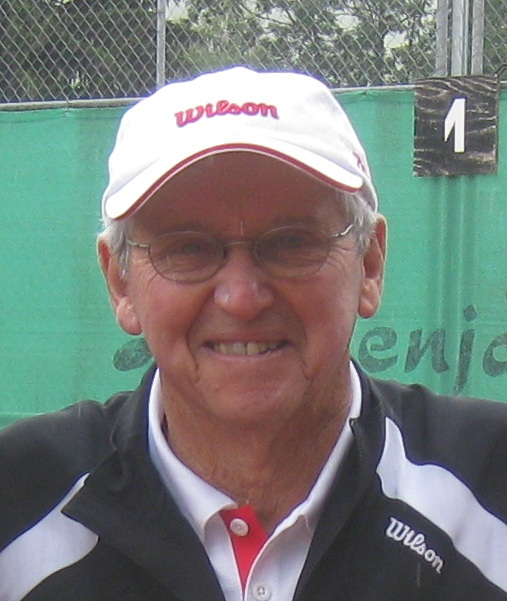
Roy Emerson 12 Títulos
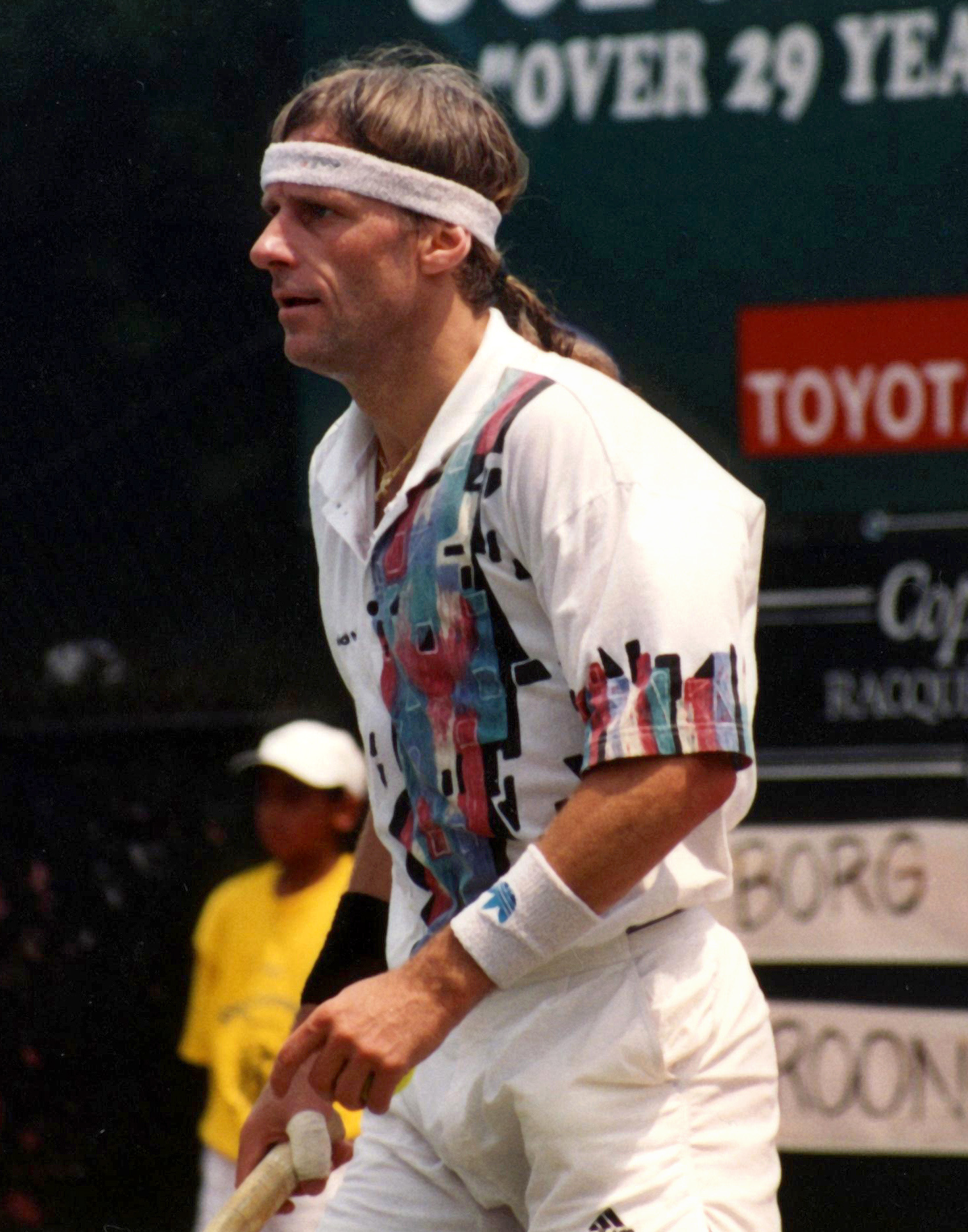
Björn Borg 11 Títulos
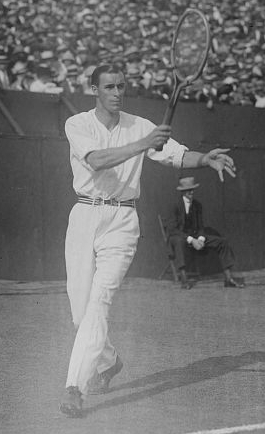
Bill Tilden 10 Títulos
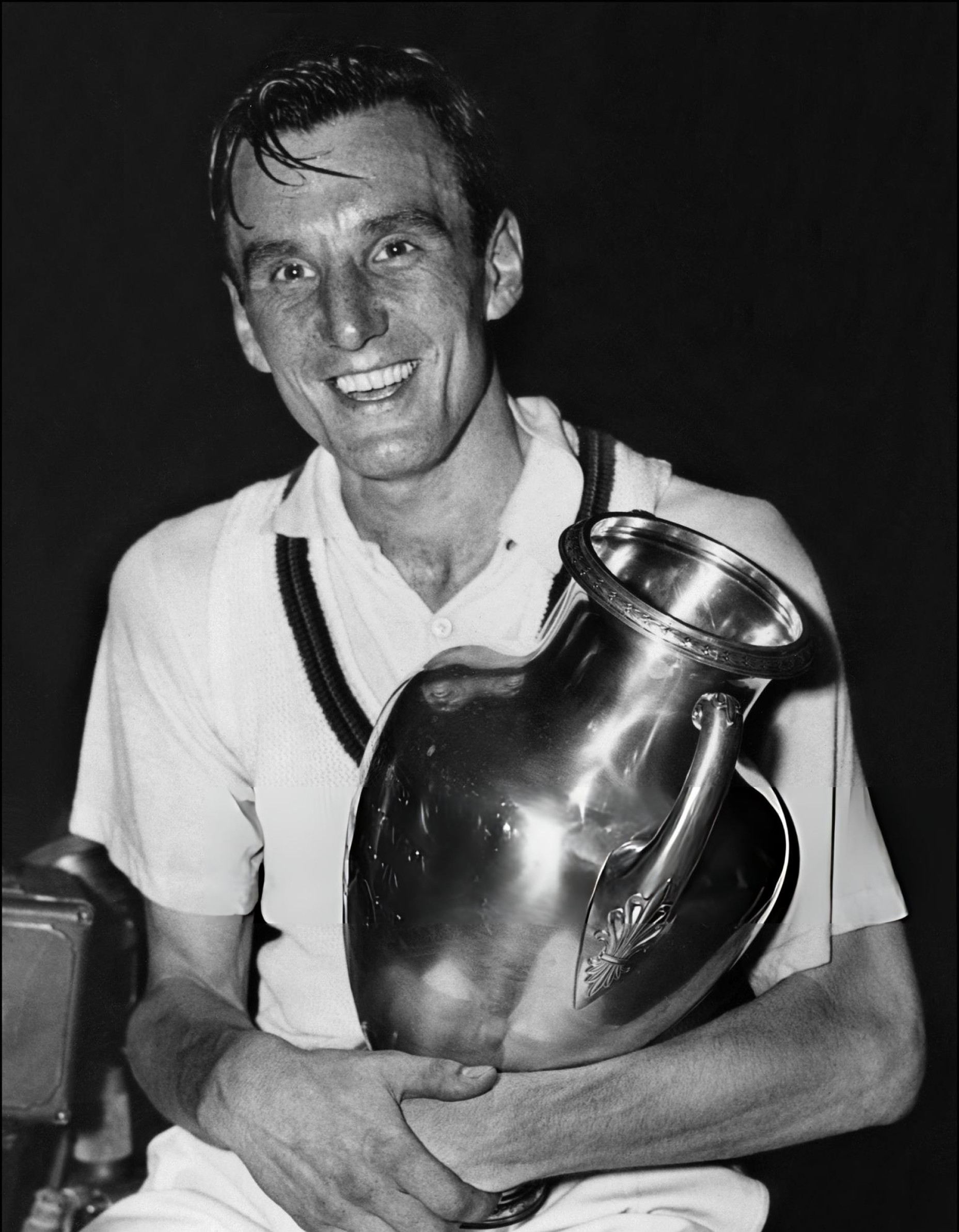
Fred Perry 8 Títulos